# استرالیا
اُستْرالیا (به انگلیسی: Australia، /ɑ:ˈstreɪl.jə/) با نام رسمی مشترک‌المنافع استرالیا (به انگلیسی: Commonwealth of Australia) یک کشور فراقاره‌ای است که از سرزمین اصلی قاره استرالیا، جزیره تاسمانی و جزایر کوچک‌تر متعددی تشکیل شده است. این کشور از نظر مساحت بزرگ‌ترین کشور اقیانوسیه و ششمین کشور بزرگ جهان است. جمعیت استرالیا نزدیک به ۲۶ میلیون نفر و مساحت آن ۷٬۶۱۷٬۹۳۰ کیلومتر مربع (۲٬۹۴۱٬۳۰۰ مایل مربع) می‌باشد. استرالیا کشوری با نرخ شهرنشینی بسیار بالا است و بیشتر شهرهای این کشور در ساحل شرقی متمرکز هستند. کانبرا پایتخت کشور است، در حالی که بزرگ‌ترین شهر سیدنی است و سایر مناطق کلانشهری مهم شامل ملبورن، بریزبن، پرث و آدلاید است.
بومیان استرالیا از حدود ۶۵۰۰۰ سال پیش، قبل از ورود اولین کاشفان هلندی در اوایل سده هفدهم، که آن را نیوهلند نامیده بودند، در این قاره ساکن بودند. در سال ۱۷۷۰، نیمه شرقی استرالیا توسط بریتانیای کبیر تسخیر شد. در زمان هجوم طلا در دهه ۱۸۵۰، بیشتر قاره توسط مهاجران اروپایی اکتشاف شد و پنج مستعمره دیگر تأسیس شد. در ۱ ژانویه ۱۹۰۱، شش مستعمره با هم متحد شدند و مشترک المنافع استرالیا را تشکیل دادند. استرالیا از آن زمان یک سیستم سیاسی لیبرال دموکراتیک باثبات را حفظ کرده است که به عنوان یک سلطنت قانون اساسی پارلمانی فدرال عمل می‌کند که شامل شش ایالت و سه قلمرو داخلی و هفت قلمرو خارجی است.
استرالیا قدیمی‌ترین، مسطح‌ترین، و خشک‌ترین قاره مسکونی است، با کمترین خاک حاصلخیز. این کشور بسیار متنوع است و وسعت آن تنوع زیادی از مناظر و آب و هوا را به آن می‌دهد، با بیابان‌ها در مرکز، جنگل‌های بارانی استوایی در شمال شرقی و رشته کوه‌ها در جنوب شرقی. استرالیا خشک‌ترین قاره مسکونی در جهان است. ۷۰ درصد آن یا خشک یا نیمه خشک است. منطقه خشک به عنوان مناطقی تعریف می‌شود که میانگین بارندگی آنها ۲۵۰ میلی‌متر یا کمتر است. منطقه نیمه خشک به عنوان مناطقی تعریف می‌شود که میانگین بارندگی آنها بین ۲۵۰–۳۵۰ میلی‌متر است. موقعیت گرمسیری/نیمه‌گرمسیری استرالیا و آب‌های سرد اقیانوس در کرانه‌های غربی، بیشتر غرب استرالیا را به بیابانی گرم و خشک تبدیل کرده است که یکی از ویژگی‌های بارز قسمت اعظم این قاره است. این آب‌های سرد رطوبت کمی را برای سرزمین اصلی استرالیا تولید می‌کنند. ناحیه صحرای استرالیا موسوم به آوت‌بَک، ۷۰ درصد قاره استرالیا را پوشش می‌دهد.
استرالیا درآمد خود را از منابع مختلف، از جمله صادرات مرتبط با معدن، ارتباطات از راه دور، بانکداری، تولید و آموزش بین‌المللی تولید می‌کند. استرالیا کشوری بسیار توسعه یافته و دارای دوازدهمین اقتصاد بزرگ جهان است. این کشور دارای یک اقتصاد پردرآمد است و دارای رتبه دهم درآمد سرانه در جهان است. استرالیا یک قدرت منطقه‌ای است و سیزدهمین هزینه نظامی در جهان را دارد. مهاجران ۳۰ درصد از جمعیت کشور را تشکیل می‌دهند، که بالاترین نسبت در میان کشورهای اصلی غربی است. استرالیا با داشتن هشتمین شاخص توسعه انسانی و نهمین رتبه برتر دموکراسی در سطح جهان تا سال ۲۰۲۰، از نظر کیفیت زندگی، سلامت، آموزش، آزادی اقتصادی، آزادی‌های مدنی، و حقوق سیاسی، با تمام موارد اصلی خود، رتبه بالایی دارد. این کشور عضو گروه‌های بین‌المللی از جمله سازمان ملل متحد، گروه ۲۰، اتحادیه کشورهای مشترک‌المنافع، آنزوس، آکوس، فایو آیز، کیوئی‌دی، سازمان همکاری و توسعه اقتصادی، سازمان تجارت جهانی، سازمان همکاری‌های اقتصادی آسیا–پاسفیک، مجمع جزایر اقیانوس آرام و جامعه اقیانوس آرام است.

## ریشه نام
پس از ورود امپراتوری هلند به استرالیا، آبل تاسمان نام این سرزمین را هلند نو گذاشت. هلندی‌ها خودشان علاقه چندانی به سکونت در هلند نو نشان ندادند و این سرزمین تا چندین دهه بعد دست نخورده باقی ماند.
نام استرالیا به دو قاره اطلاق شده است. در ابتدا در قاره قطب جنوب یا قاره ششم که اکنون به عنوان قطب جنوب شناخته می‌شود، استفاده می‌شد. این نام شکل کوتاه شده‌ای از Terra Australis (سرزمین ناشناخته جنوبی) است که یکی از نام‌هایی است که به توده زمینی تصور شده (اما کشف نشده) که تصور می‌شد قطب جنوب را احاطه کرده است، گرفته شده بود.

## تاریخ

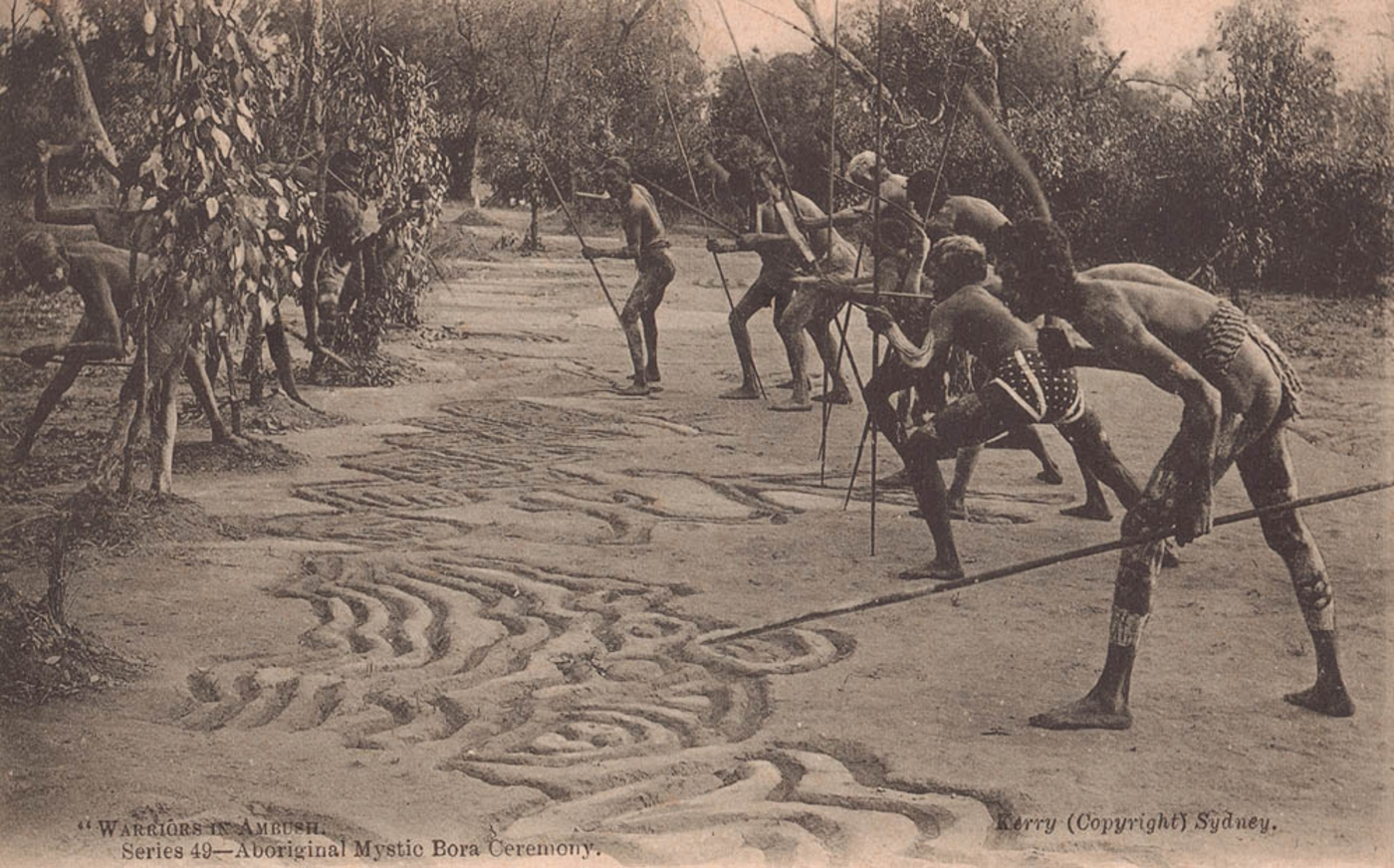
مراسم بومی ۱۰۰ سال پیش

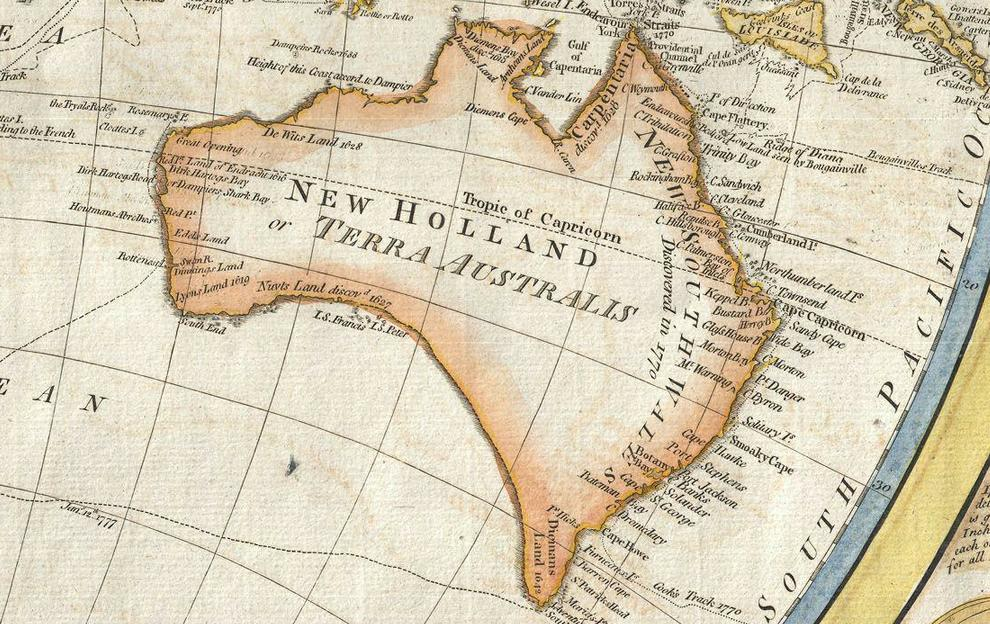
نقشه استرالیا در نقشه ساموئل دان

بر پایه شواهد به جا مانده، حدود ۶۵ تا ۸۰ هزار سال پیش نخستین انسان‌ها وارد این سرزمین شدند. در آن هنگام گروهی از مردمان شکارچی جنوب آسیا، برای یافتن غذا و شکار، تدریجی شروع به مهاجرت به سرزمین‌های جنوبی‌تر نمودند و از راه جزایر و کانال‌هایی که آسیا را به شمال استرالیا وارد می‌کند به شمال کوئینزلند وارد شدند و سپس با پراکنده شدن در سراسر استرالیا، قبایل مختلف بومیان استرالیا را بنیان نهادند. این مردمان، ده‌ها هزار سال بدون ارتباط با سایر مناطق جهان در این سرزمین زیسته‌اند.
طبق تحقیقی که سال ۲۰۱۳ بر روی ژن‌های دی ان‌ای بومیان استرالیایی انجام شد در حدود ۴۲۳۰ سال پیش گروهی از مهاجران از هند وارد استرالیا شدند. طبق این مطالعه ۱۱٪ دی ان‌ای بومیان استرالیا از این مهاجران هندی آمده است. در همین دوره نخستین فسیل‌های دینگو (سگ وحشی استرالیا) کشف شده و این نشان می‌دهد که هندی‌ها دینگو را با خود به این قاره آوردند. آنها همچنین ابزار‌های سنگی جدیدی نیز با خود وارد استرالیا کردند.
پیشینه تاریخی تلاش برای دستیابی به سرزمین‌های ناشناخته در جنوب خاوری آسیا و نیز اقیانوسیه به هزاره نخست پس از میلاد بازمی‌گردد. در این دوره هندی‌های بودایی و هندو اقدام به استعمار جزیره‌های اندونزی و فراتر از آن کردند و تا جزیره لومبوک هم پیش رفتند. اما با لشکرکشی مسلمانان به هند در سده پانزدهم میلادی پیش روی آن‌ها در این منطقه هم متوقف شد. مهاجر نشینی در جزیره‌های این منطقه از سوی چینی‌ها در سده نهم میلادی آغاز شد. بازرگانان چینی در اوایل سده پانزدهم با سوماترا، جاوه و ماکاسار در سلبز داد و ستد می‌کردند. در نهایت این بازرگانان قایق‌های بسیار بزرگ ماهی‌گیری خود را تا به کرانه‌های شمالی استرالیا گسیل داشتند. سرانجام در سال ۱۳۴۲ در نتیجه دگرگونی در حکومت پکن و روی کار آمدن گروهی که با بازرگانان خارجی مخالف بودند جلوی پیشرفت چینی‌ها به دریاهای جنوب نیز گرفته شد.
نخستین بار هلندی‌ها در سال ۱۶۰۶ میلادی شبه جزیره کیپ یورک (Cape York Peninsula) در شمال کوئینزلند را اکتشاف کردند و در دهه‌های بعد، بیشتر مناطق شمالی و غربی استرالیا را مشاهده و ثبت نمودند. آبل تاسمان هلندی نام این سرزمین را هلند نو گذاشت. هلندی‌ها خود علاقه چندانی به سکونت در هلندنو نشان ندادند و این سرزمین تا چندین دهه بعد دست نخورده باقی‌ماند.

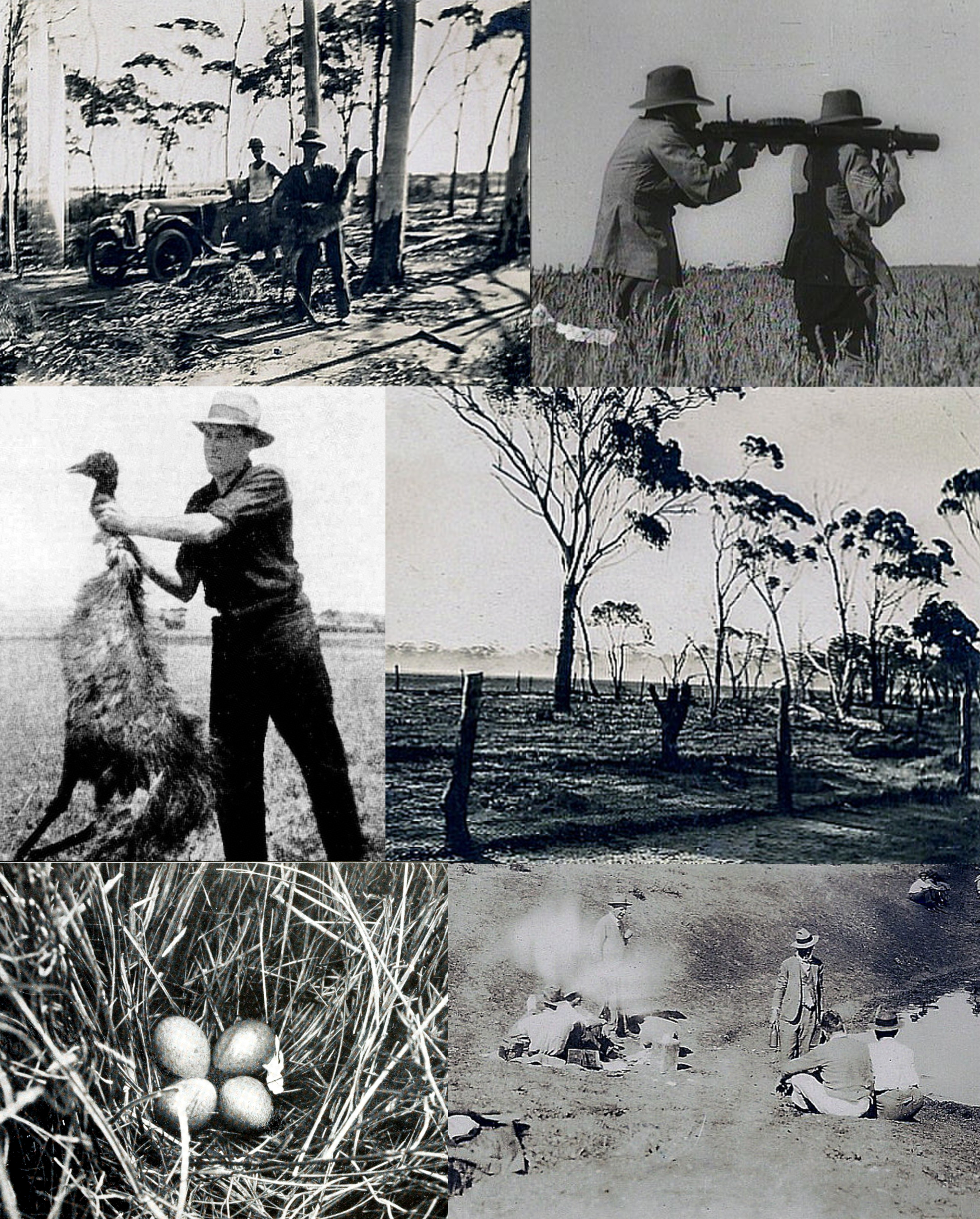
جنگ ایمو یک عملیات نظامی برای حل مشکل تعداد شترمرغ استرالیایی بود.

در سال ۱۷۷۰ م. کاپیتان جیمز کوک دریانورد بریتانیایی، نواحی اطراف سیدنی در شرق استرالیا را اکتشاف و ثبت کرد. کاپیتان آرتور فیلیپ در ۱۸ ژوئیه ۱۷۸۸ با یازده کشتی و ۱۳۵۰ مسافر به حدود سیدنی رسید و ضمن اعلام این منطقه با نام نیو ساوت ولز به عنوان یکی از مستعمره‌های بریتانیا، خود به فرمانداری آن برگزیده شد. بریتانیایی‌ها در دید اول به استرالیا به عنوان سرزمینی دوردست و خشک برای تبعید محکومین و زندانیان نگاه می‌کردند. به همین دلیل بیشتر مسافران اولیه، به اجبار به منطقه ولز جنوبی تازه آمدند. اما ساکنان دیگر ایالت‌ها بیشتر به اختیار خود به سرزمین تازه مهاجرت کردند.
در سال ۱۹۰۰ میلادی، ملکه ویکتوریا طی قانونی به استرالیا استقلال سیاسی اعطا کرد. استقلال استرالیا به‌طور رسمی در روز اول ژانویه ۱۹۰۱ اعلام شد و از این به بعد استرالیا به عنوان یک قلمرو همسود یا سرزمینی با حکومت مستقل اما در زمره کشورهای تحت حمایت بریتانیا درآمد. استرالیایی‌ها از این روز به عنوان روز ملّی خود یاد می‌کنند. از سال ۱۹۰۱ تا سال ۱۹۲۷ که کانبرا ساخته شد، فدراسیون استرالیا، ملبورن را پایتخت موقت کشور قلمداد می‌کرد.
این کشور در جنگ جهانی اول به عنوان حامی بریتانیا جنگید و «ارتش مشترک استرالیا و نیوزلند» یا به اختصار روز اَنزَک در نبرد گالیپولی در ترکیه امروزی شرکت کرد. در مجموع بیش از شصت هزار استرالیایی در خلال جنگ جهانی اول کشته شدند. در جنگ جهانی دوم مناطقی از شمال و شرق این کشور توسط ژاپنی‌ها بمباران شد و نیروهای آمریکایی در این کشور پیاده شدند. اما استرالیا از صدمات این جنگ به کنار ماند. طی قانونی در سال ۱۹۸۶ استرالیا به‌طور رسمی دخالت پادشاهی متحده را در امور سیاسی و نظامی این کشور پایان داد، استرالیایی‌ها در ۶ نوامبر ۱۹۹۹ با رأی اکثریت (۸۲٪ آرا) رأی به تحت قیمومیت بودن ملکه دادند تا همچنان ملکه انگلیس برایشان «فرماندار کل» تعیین کند.

## جغرافیا

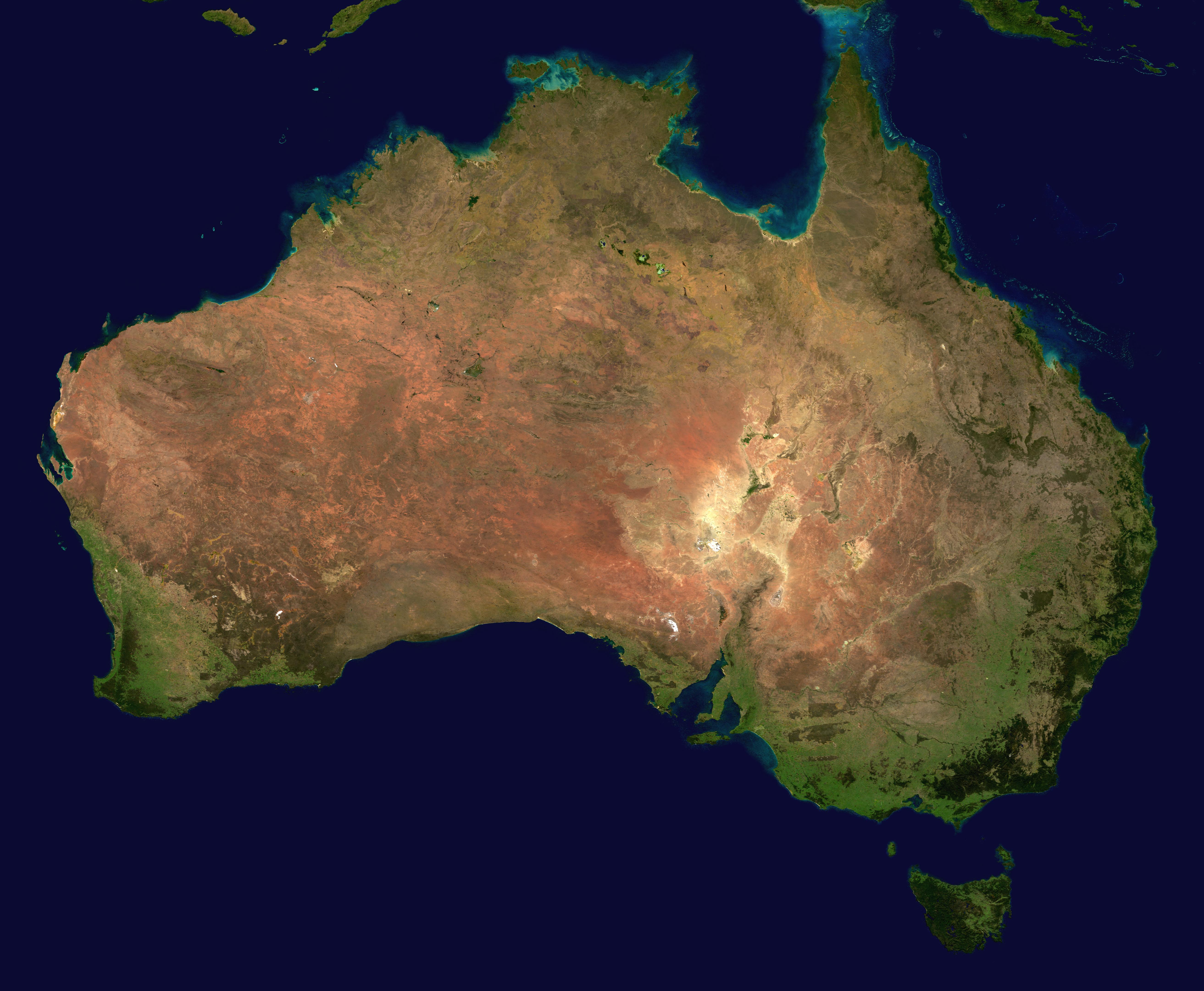
تصویر ماهواره‌ای از استرالیا

استرالیا یا اقیانوسیه با ۷/۶ میلیون کیلومتر مربع مساحت، کوچک‌ترین قاره جهان به‌شمار می‌رود. استرالیا سرزمینی تقریباً هموار است. ناحیه غربی آن را فلات غربی استرالیا و شرق آن را رشته کوه جداکننده تشکیل می‌دهد و بین این دو، سرزمین پست و همواری قرار گرفته که بیشتر آن خشک و خالی از سکنه است. بلندترین نقطه استرالیا قله‌ای در کوهستان برفی است که ۲۲۲۸ متر ارتفاع دارد و پست‌ترین نقطه آن ۱۵- متر است که در دریاچه اِیر قرار دارد. بلندترین رودخانه استرالیا رود دارلینگ است که بیش از ۲۷۰۰ کیلومتر طول دارد. این رود با پیوستن به رود ماری که دومین رود بزرگ استرالیا است در نهایت در جنوب ویکتوریا به اقیانوس منجمد جنوبی می‌ریزد.
استرالیا که همچون جزیره‌ای بزرگ در اقیانوس آرام واقع شده، از نظر زمین‌شناسی کهنترین خشکی جهان به‌شمار می‌آید. استرالیا اقیانوس آرام جنوبی را از اقیانوس هند جدا می‌کند. درازای سرزمین اصلی از شمال تا جنوب ۳٬۱۳۵ کیلومتر و پهنای آن از شرق به غرب ۳٬۷۸۲ کیلومتر است. استرالیا ۲۵٬۷۶۰ کیلومتر مرز دارد که تماماً مرز آبی است. و بالغ بر ۴۰٪ از زمین‌های این کشور تپه ماسه‌ای است. استرالیا با داشتن ۷۵۵ گونه متنوع‌ترین کشور در جهان از لحاظ زیست‌بوم است.

### جنوبگان

قلمرو جنوبگان استرالیا

استرالیا با ادعای مالکیت نزدیک به ۴۰٪ از جنوبگان، سرمایه‌گذاری چشمگیری روی پروژه‌های پژوهشی در این قاره انجام داده است. بر پایه برنامه راهبردی ۱۰ ساله پژوهشی این کشور در جنوبگان، استرالیا تمرکز ویژه‌ای بر پژوهش‌ها در این بخش دارد. یکی از دلایل اصلی این پژوهش‌ها، ارتباط تنگاتنگ اکوسیستم جنوبگان و استرالیا است. این کشور، چهار ایستگاه پژوهشی در جنوبگان دارد و به‌طور میانگین ۸۰ تا ۹۰ نفر از دو کشور استرالیا و نیوزیلند در آنها زندگی می‌کنند.

### تقسیمات کشوری
تقسیمات کشوری، سلسله مراتب اداری ـ سیاسی در تقسیم هر کشور به واحدهای کوچکتر، برای سهولت اداره آن و تأمین امنیت و بهبود اوضاع اجتماعی و اقتصادی است. تقسیمات کشوری استرالیا، حدنگاری (کاداستر) استرالیا به منظور شناسایی سرزمین‌ها برای اطمینان از امنیت مالکیت زمین است. در بیشتر ایالت‌های استرالیا این تقسیمات شامل شهرستان و در برخی موارد پریش و یکصد می‌باشد.

#### ایالت‌ها و قلمروها
لازم است ذکر شود استرالیا پنجمین قاره ازنظر بزرگی است.
استرالیا از شش ایالت و دو سرزمین تشکیل شده است که اختیاراتشان کمتر از ایالت‌ها است. ایالت‌های استرالیا عبارت‌اند از:
1. ایالت کوئینزلند (QLD) که مرکز آن بریزبن است.
2. ایالت استرالیای جنوبی (SA) که مرکز آن آدلاید است.
3. ایالت تاسمانی (TAS) که جزیره‌ای است در جنوب شرقی سرزمین اصلی و مرکز آن هوبارت است.
4. ایالت ویکتوریا (VIC) که مرکز آن ملبورن است.
5. ایالت استرالیای غربی (WA) که مرکز آن پرت است.
6. ایالت نیو ساوت ولز (NSW) یا ولز جنوبی تازه که مرکز آن سیدنی است.

قلمروهای استرالیا عبارت‌اند از:
1. قلمرو پایتختی استرالیا شامل شهر کانبرا (پایتخت استرالیا) در ایالت نیو ساوت ولز.
2. قلمرو سرزمین شمالی که مرکز شهر آن داروین است.

#### شهرها
سیدنی، ملبورن، بریزبن، پرت، آدلاید، و تانزویل جزو شهرهای استرالیا هستند. پایتخت استرالیا شهر کانبرا است که مجلس و خانه فرماندار کل قرار دارند. او به صورت تشریفاتی و به نمایندگی چارلز سوم ریاست دولت استرالیا را به عهده دارد. در عمل نخست‌وزیر منتخب در کنار دولت و مجلس اداره کشور را در دست دارند.

سیدنی ۵٬۳۱۲٬۱۶۳
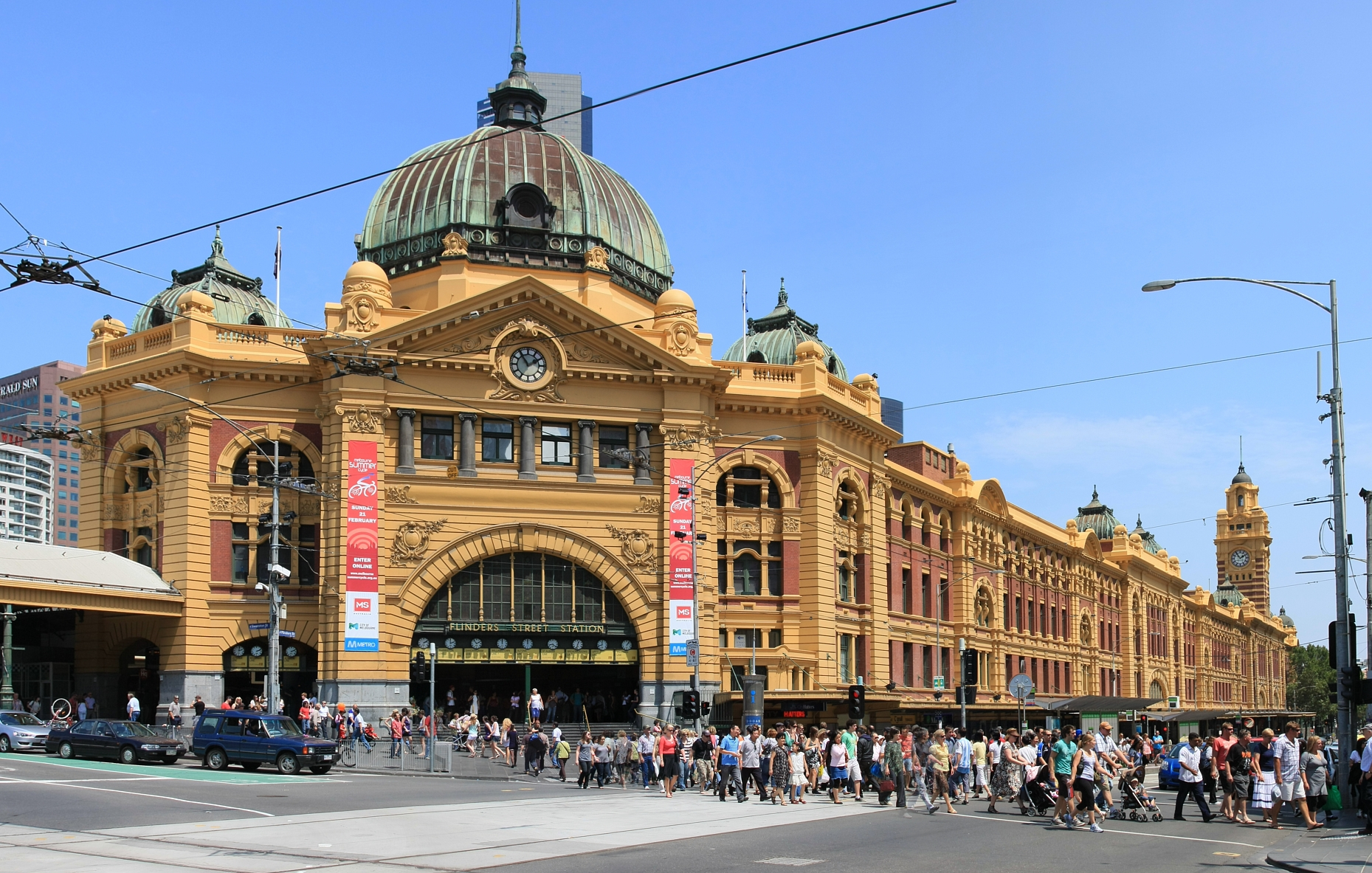
ملبورن ۵٬۰۷۸٬۱۹۳
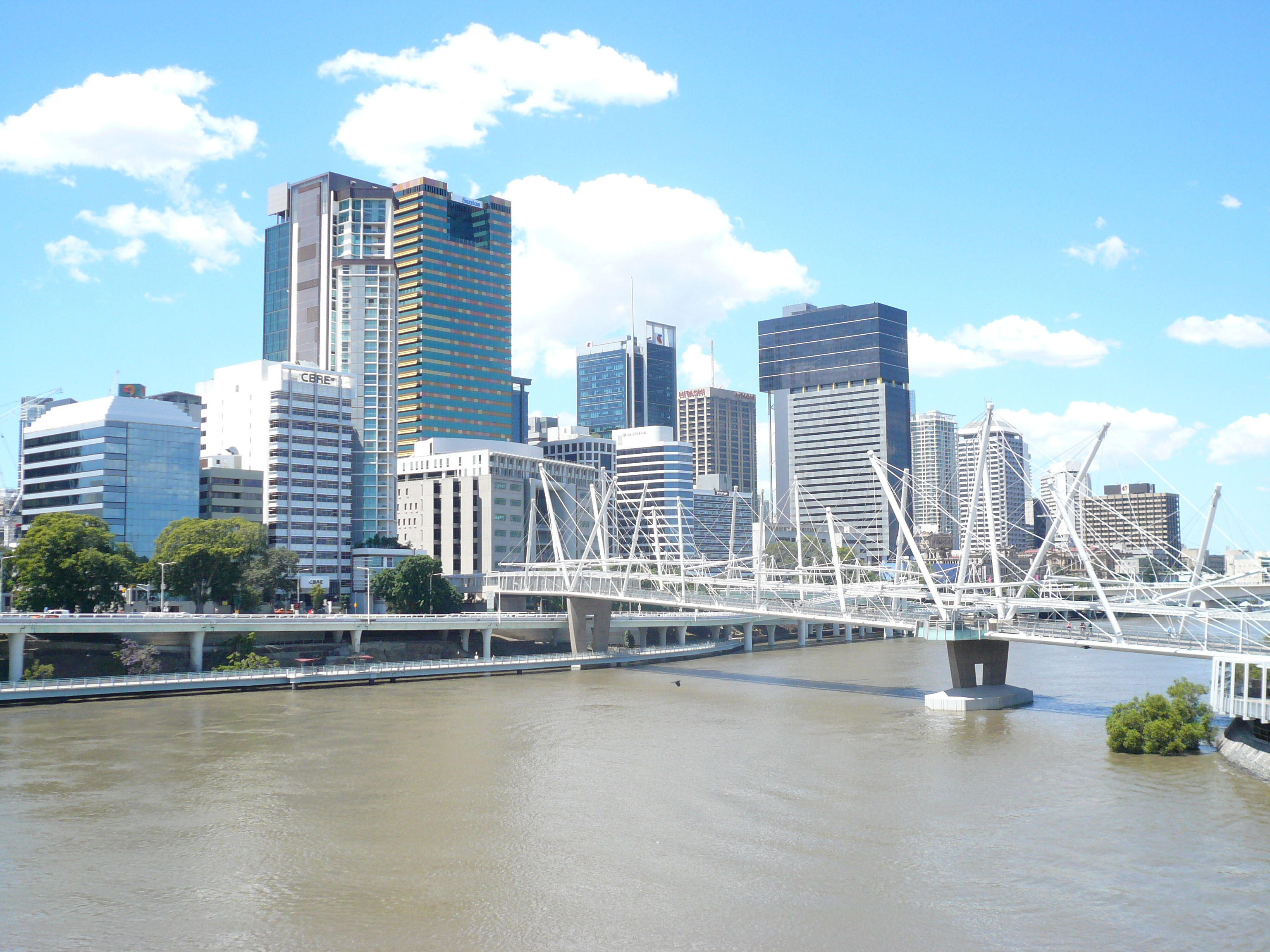
بریزبن ۲٬۵۱۴٬۱۸۴
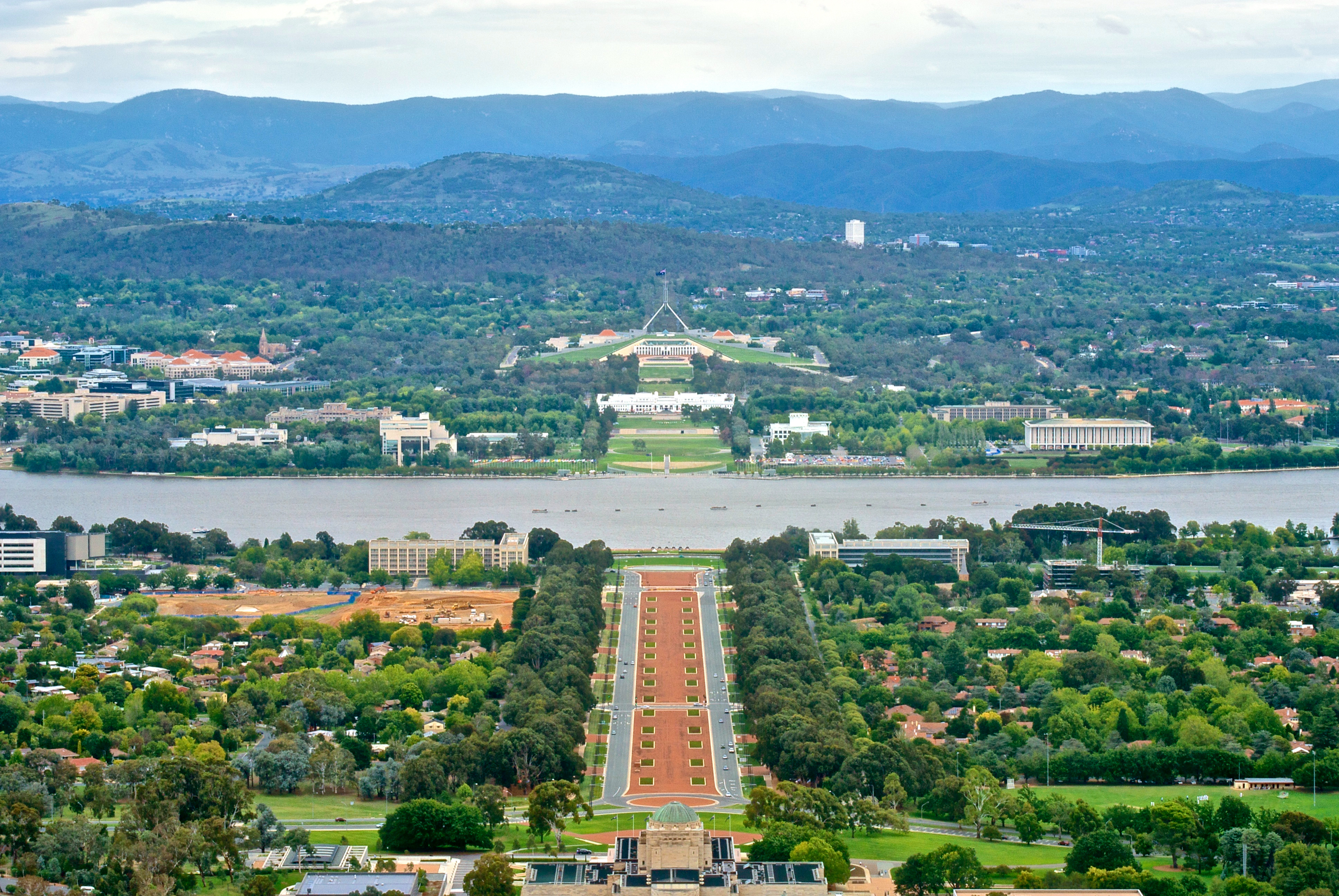
کانبرا
۵۰۳٬۹۳۲

#### سرزمین‌های فرادریایی
- جزیره‌های آشمور و کارتیر
- جزیره کریسمس
- جزایر کوکوس
- جزیره‌های دریای کورال
- جزیره هرد و جزایر مک دونالد
- جزیره نورفولک

## مردم‌شناسی

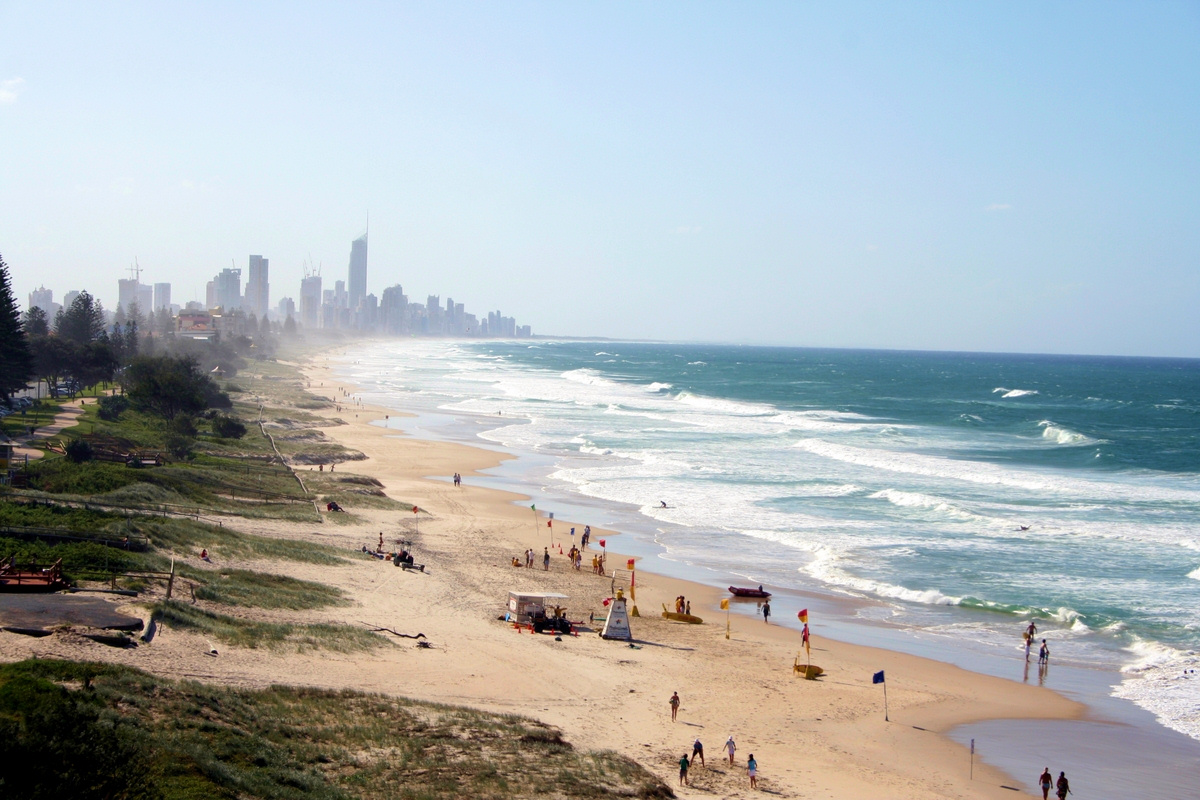
بیشتر استرالیایی‌ها در نزدیکی خط ساحلی زندگی می‌کنند. در اینجا تصویر گلد کوست است.

جمعیت استرالیا در ژوئیه ۲۰۱۵ به‌طور تقریبی ۲۲٬۷۵۱٬۰۱۴ نفر بوده است. و با تراکم نسبی ۳/۱۴ نفر در هر کیلومتر مربع، یکی از پایین‌ترین ارقام میزان تراکم در جهان را دارد. کرانه جنوب شرق این کشور تراکم جمعیتی بیشتری نسبت به سایر نقاط دارد. یک سوم جمعیت کشور در ایالت نیو ساوت ولز و یک چهارم دیگر در ایالت ویکتوریا به سر می‌برند. میانگین نرخ رشد جمعیت در سال ۱/۲۲۱ است و تقریباً در هر دو دقیقه یک نوزاد در این کشور زاده می‌شود.
بومیان استرالیا حدود نیم میلیون نفر تخمین زده شده‌اند که دو و نیم درصد جمعیت کل کشور را تشکیل می‌دهند.

## جامعه
دین مردم استرالیا بر اساس سرشماری ۲۰۲۱

### ادیان و مذاهب
تا پیش از ورود اروپاییان به استرالیا، مردمان بومی این سرزمین از آیین دیرینه و بدوی خود پیروی می‌کردند، ولی امروزه برخی از این بومیان به مسیحیت گرویده‌اند. مسیحیت را اروپاییان به استرالیا آوردند و با آغاز مهاجرت به این سرزمین فرقه‌های گوناگون مسیحیت، در آنجا به فعالیت پرداختند. در سده بیستم، با مهاجرت شمار اندکی از آسیایی‌ها از چین، آسیای جنوب شرقی، هند و خاورمیانه، آیین‌ها و ادیان بودایی، اسلام، یهودی و بهائی به آن راه یافتند. استرالیا دین رسمی ندارد و قانون اساسی استرالیا دولت را از تصویب هر قانونی که بر پایه دین بنا شده باشد منع می‌کند. در استرالیا دین از حکومت جدا بوده و طبق قانون، دین و مذهب آزاد بوده و هر کس می‌تواند آئین‌های ویژه دینی خود را آزادانه پیگیری کند. در سال ۲۰۰۱، بیش از ۷۰٪ استرالیایی‌ها خود را مسیحی معرفی کرده‌اند و بیش از ۱۵٪ نیز پیرو هیچ آئینی نبوده‌اند. بودائیسم و اسلام نیز هر یک با کمتر از دو درصد، در رده‌های بعدی قرار داشته‌اند.

### اقوام
حدود ۴۰ هزار سال پیش اولین انسان‌ها (بومیان استرالیا) از جنوب آسیا و گینه نو وارد استرالیا شدند. بر پایه اولین برآوردها جمعیت بومیان استرالیا در سال ۱۷۸۸ که اروپایی‌ها وارد این قاره شدند حدود ۳۱۴ هزار نفر بود اما مطالعات تازه‌تر نشان می‌دهد که جمعیت بومیان می‌توانسته بین ۵۰۰ تا ۷۵۰ هزار نفر و حتی تا یک میلیون نفر باشد و بیشترین تراکم جمعیتی هم بر پایه تمامی شواهد در منطقه کوئینزلند بوده است. از جمعیت بومیان استرالیا به تدریج کاسته شده و امروزه بومیان، بخش کوچکی از جمعیت استرالیا را تشکیل می‌دهند. بر پایه سرشماری سال ۲۰۱۱ حدود ۳۶ درصد مردم اصلیت خود را انگلیسی ذکر کرده‌اند. ایرلندی‌ها ۱۰٫۴٪، اسکاتلندی ۸٫۹٪، ایتالیایی ۴٫۶٪، آلمانی ۴٫۵٪، چینی ۴٫۳٪، هندی ۲٪، یونانی ۱٫۹٪ و هلندی ۱٫۷٪ در رتبه‌های بعدی قرار می‌گیرند. تعداد بومیان در این سرشماری ۵۴۶ هزار نفر (۲٫۵٪) بود.

### زبان و خط
استرالیا زبان رسمی ندارد و زبان ملی آن انگلیسی استرالیایی است. اختلافات بسیار نامحسوسی در لهجه مناطق گوناگون وجود دارد. زبان‌های دیگر مانند ایتالیایی و چینی نیز در بین مهاجران بسیار رایج است.

### کشاورزی
بر اساس گزارش فائو مهم‌ترین محصولات کشاورزی و باغی استرالیا در سال ۲۰۱۸ به این شرح بوده است:
بادام (۶۹٬۸۸۰ تن)- سیب (۲۶۸٬۰۰۰ تن)- جو (۹٬۲۵۳٬۰۰۰ تن)- باقلا (۳۷۷٬۰۰۰ تن)- انگور (۱٬۶۶۳٬۰۰۰ تن)- کاسنی (۱۴۸٬۰۰۰ تن)- قارچ (۴۳٬۴۴۰ تن)
یولاف(۱٬۲۲۷٬۰۰۰ تن) - زیتون (۶۲٬۱۸۰ تن) - پیاز (۲۷۹٬۰۰۰ تن)- پرتقال (۳۷۸٬۰۰۰ تن)- گلابی (۱۰۳٬۰۰۰ تن)- آناناس (۸۸٬۶۰۰ تن)
سیب زمینی (۱٬۱۸۸٬۰۰۰تن)- دانه کلزا (۳٬۸۹۳٬۰۰۰ تن)- برنج (۶۳۵٬۰۰۰ تن)- ذرت خوشه‌ای (۱٬۲۵۷٬۰۰۰ تن)- نیشکر (۳۳٬۵۰۰٬۰۰۰ تن)
گوجه فرنگی (۳۸۶٬۰۰۰ تن)- گندم (۲۰٬۹۴۰٬۰۰۰ تن)

## اقتصاد

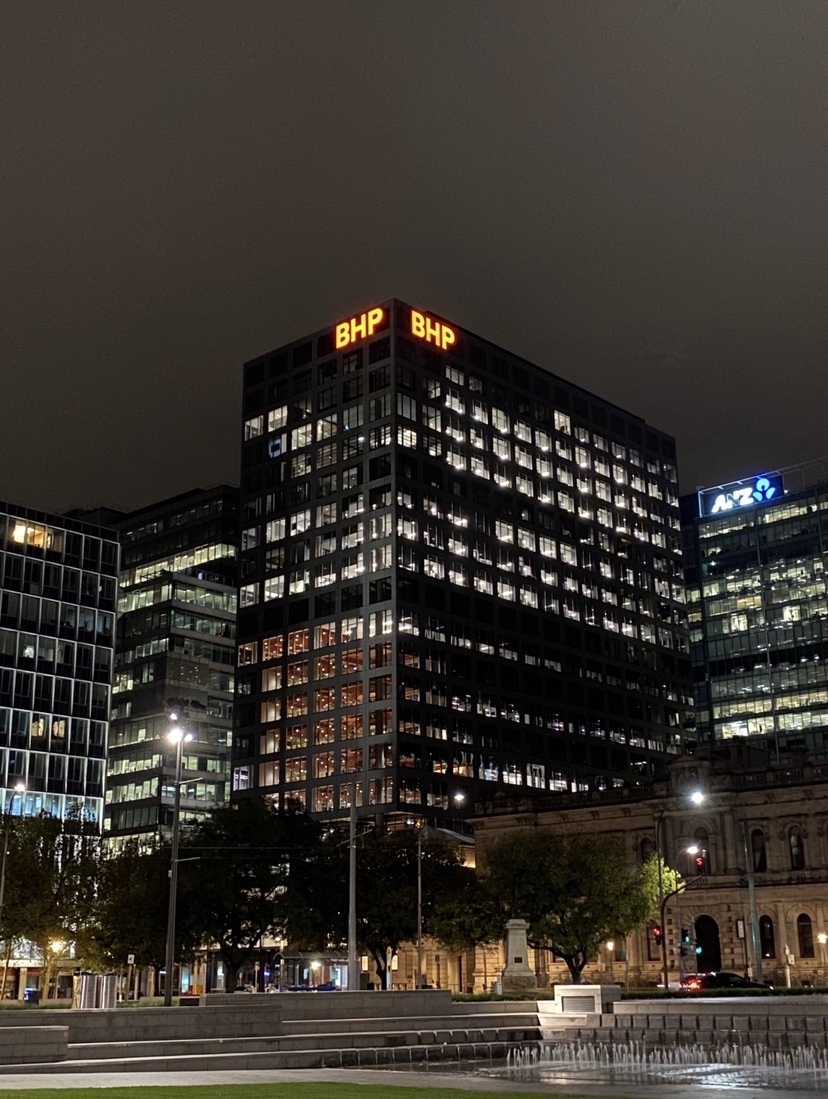
شرکت بی‌اچ‌پی در استرالیا

استرالیا کشوری توسعه یافته با اقتصاد متکی بر بازرگانی و کشاورزی است. در میان قابل زندگی‌ترین شهرهای جهان در سال ۲۰۰۸ به گزارش اکونومیست، ملبورن دوم، پرت چهارم، آدلاید هفتم و سیدنی نهم بود. محصولات اصلی استرالیا نیشکر، پنبه، غلات و گوشت است. این کشور معادن فراوانی دارد. شرکای بازرگانی استرالیا بیشتر چین، ژاپن و کره جنوبی در آسیا و نیز ایالات متحده آمریکا هستند. بنا بر گزارش بانک جهانی، این کشور در سال ۲۰۰۵ از نظر تولید ناخالص داخلی یا GDP در رده پانزدهم جهان قرار داشته است و نیز بر پایه گزارش برنامه توسعه سازمان ملل متحد، استرالیا از نظر شاخص توسعه انسانی در سال ۲۰۰۶ سومین کشور توسعه یافته جهان به حساب می‌آید.
مجموع صادرات این کشور در سال ۲۰۱۹ حدود ۲۶۶ میلیارد دلار و واردات آن حدود ۲۲۱ میلیارد دلار بوده است.
واحد پول این کشور دلار استرالیا نام دارد. هر دلار استرالیا معادل ۰٫۷۳۹ دلار آمریکاست. (آوریل ۲۰۲۲).

## تحصیل و آموزش عالی

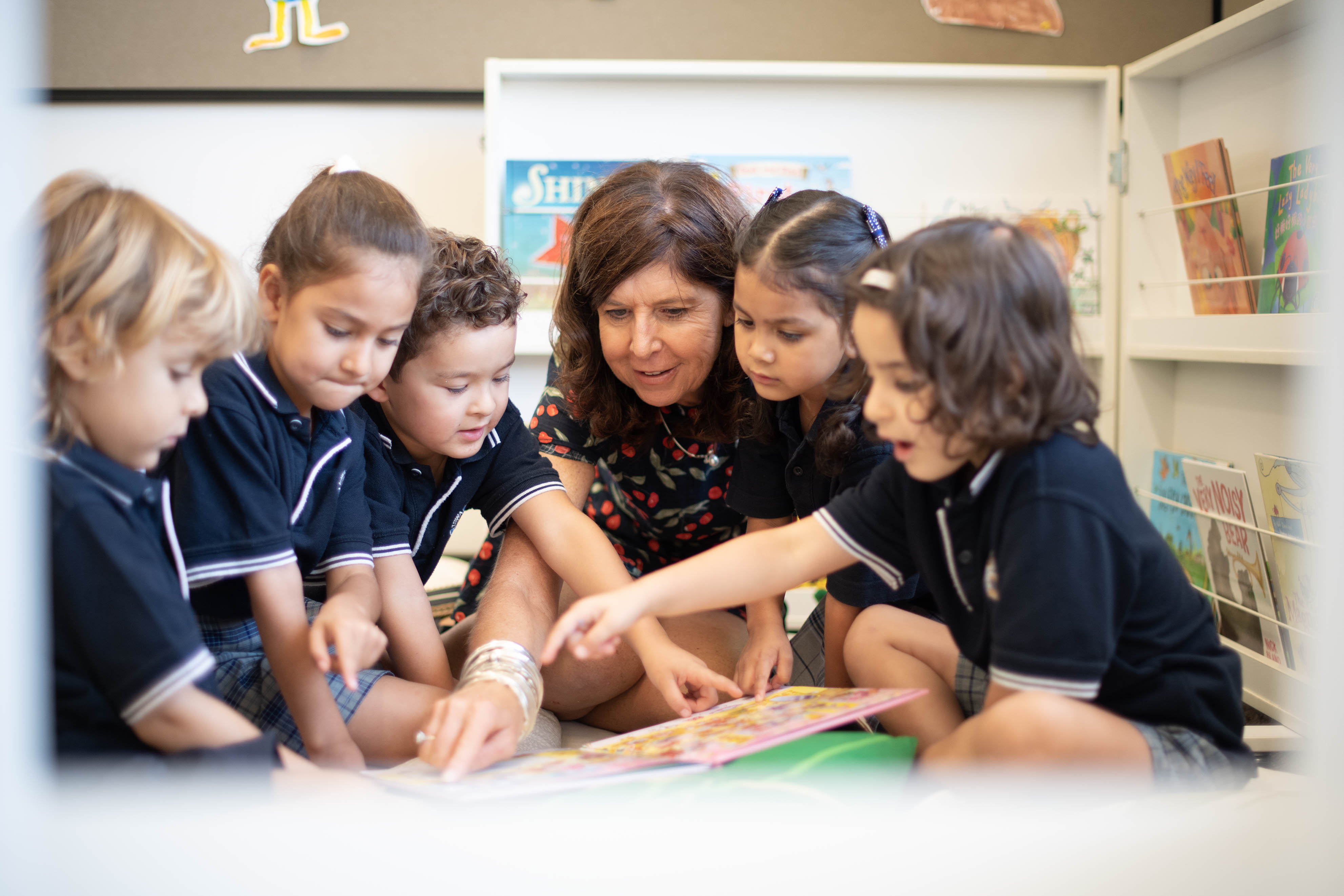
کودکان پیش دبستانی در یک آموزشگاه

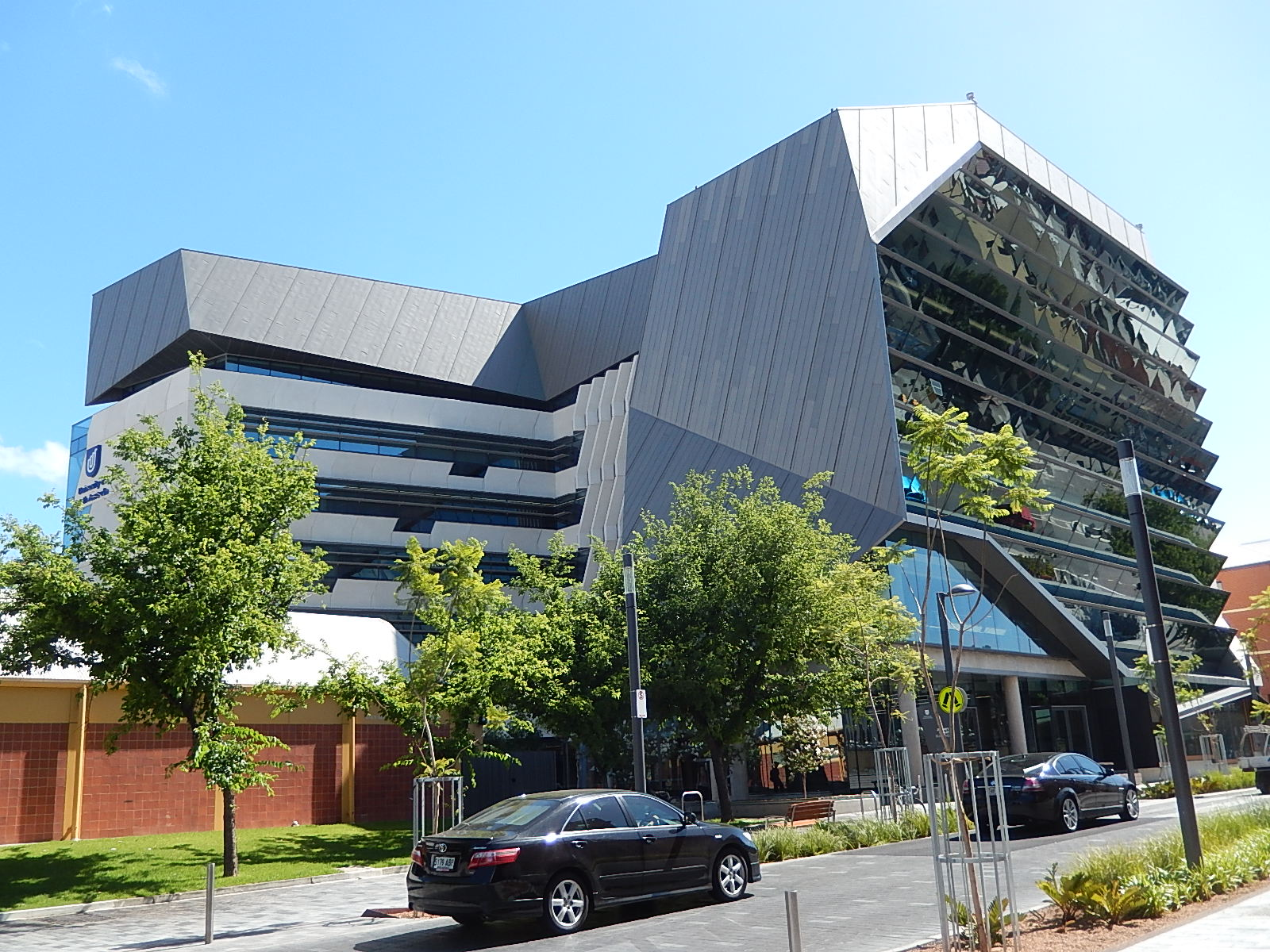
دانشگاه استرالیای جنوبی

دانشگاه‌های استرالیا یکی از بهترین دانشگاه‌های جهان هستند و شمار زیادی از دانشجویان بین‌المللی در آن تحصیل می‌کنند. در سال ۲۰۱۹ بیش از ۳۳۰ هزار دانشجوی بین‌المللی در استرالیا تحصیل می‌کردند. بیشترین مراکز تجمع دانشجویان بین‌المللی در شهرهای سیدنی، ملبورن و آدلاید هستند. هزینه تحصیل در استرالیا نسبت به کشورهای هم‌رده خود یعنی بریتانیا و ایالات متحده آمریکا کمتر است. به دانشجویان خواهان تحصیل در استرالیا روادید SubClass 500 تعلق می‌گیرد.
استرالیا دارای ۳۷ دانشگاه با بودجه دولتی و سه دانشگاه خصوصی و همچنین تعدادی مؤسسه تخصصی دیگر است که دوره‌های مورد تأیید را در سطح آموزش عالی ارائه می‌دهند. OECD استرالیا را در میان گران‌ترین کشورها برای حضور در دانشگاه قرار می‌دهد. ۳۰٫۹ درصد از جمعیت استرالیا دارای مدرک تحصیلی دانشگاهی هستند که در میان بالاترین درصدها در جهان است.
انگلیسی زبان بودن، امن بودن و کیفیت آموزش بالا باعث محبوبیت این کشور در بین دانشجویان بین‌المللی شده است. دانشجویان بین‌المللی بسیاری در شهرهای ملبورن، سیدنی آدلاید و … در حال تحصیل هستند. بیشتر دانشجویان بین‌المللی از کشورهای چون چین، هند، کره، انگلستان، ایران، تایوان و … در این کشور مشغول به تحصیل هستند.

## سیاست

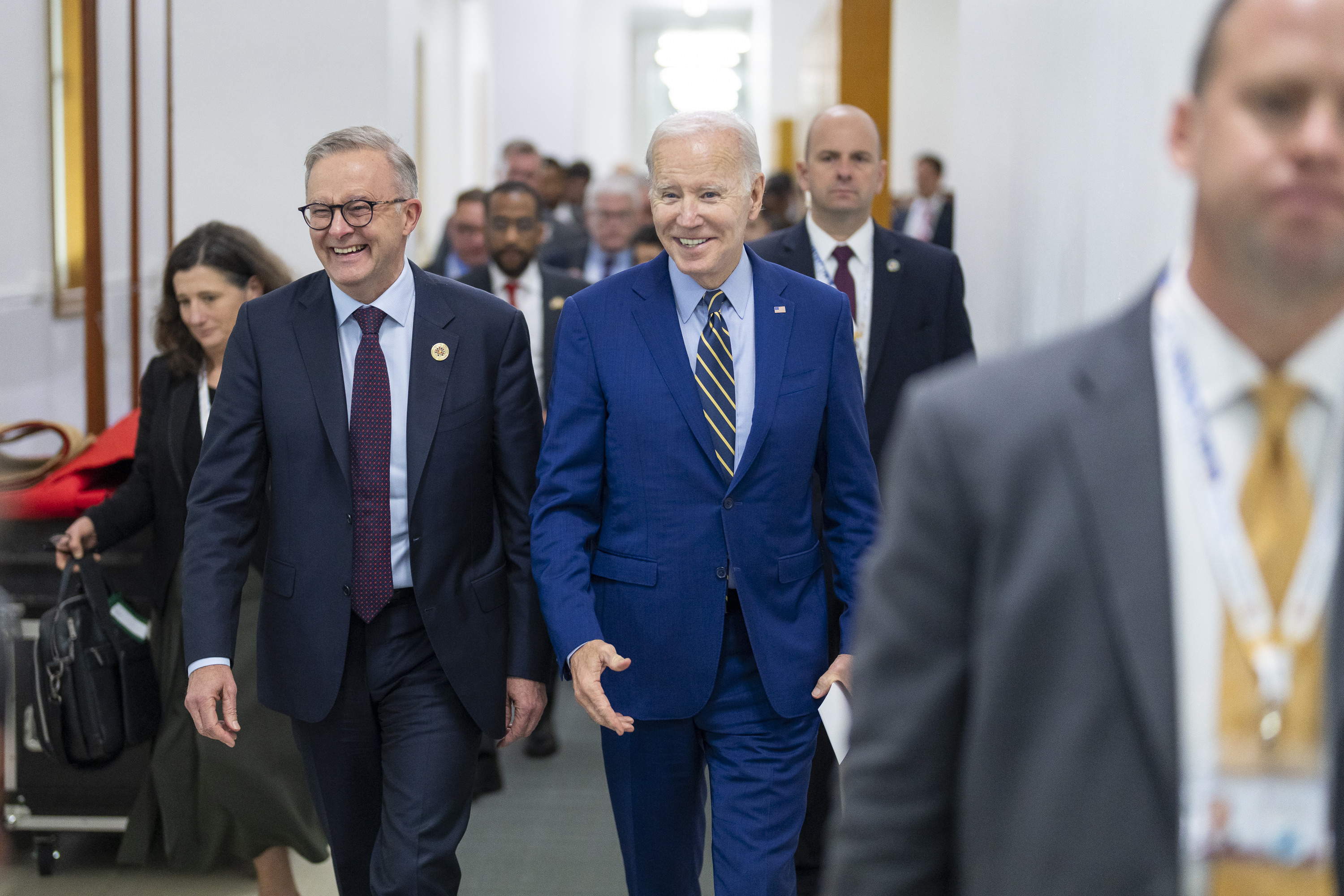
آنتونی آلبانیزی نخست‌وزیر استرالیا و جو بایدن رئیس‌جمهور آمریکا

استرالیا کشوری از مجموعه کشورهای همسود با حکومت پادشاهی مشروطه است و بالاترین مقام سلطنتی بریتانیا یعنی چارلز سوم پادشاه استرالیا نیز به حساب می‌آید. جانشین پادشاه در این کشور فرماندار کل استرالیا است که وی نیز به نوبه خود فرمانداران ایالت‌های این کشور را تعیین می‌کند. هرچند فرماندار کل بر پایه قانون اساسی، از اختیارات فراوانی برخوردار است اما در عمل شخص اجرایی اول در استرالیا نخست‌وزیر است که طی یک فرایند دموکراتیک انتخاب می‌شود و دولت را تشکیل می‌دهد.
در استرالیا، مردم ابتدا نمایندگان مجلس را انتخاب می‌کنند. رئیس حزبی که بیشترین نفرات انتخاب شده را در مجلس داشته باشد به‌عنوان نخست‌وزیر مسئول تشکیل کابینه دولت می‌شود. دولت استرالیا از سه زیرشاخه تشکیل می‌شود: قانون گذاری، اجرایی و قضایی.
پارلمان استرالیا از دو مجلس تشکیل شده است. مجلس سنا (مجلس علیا) و مجلس نمایندگان (مجلس سفلا).
دادگاه عالی استرالیا نیز قدرت والای قضایی را در این کشور در اختیار دارد.

### حزب‌ها
احزاب عمده استرالیا عبارت‌اند از:

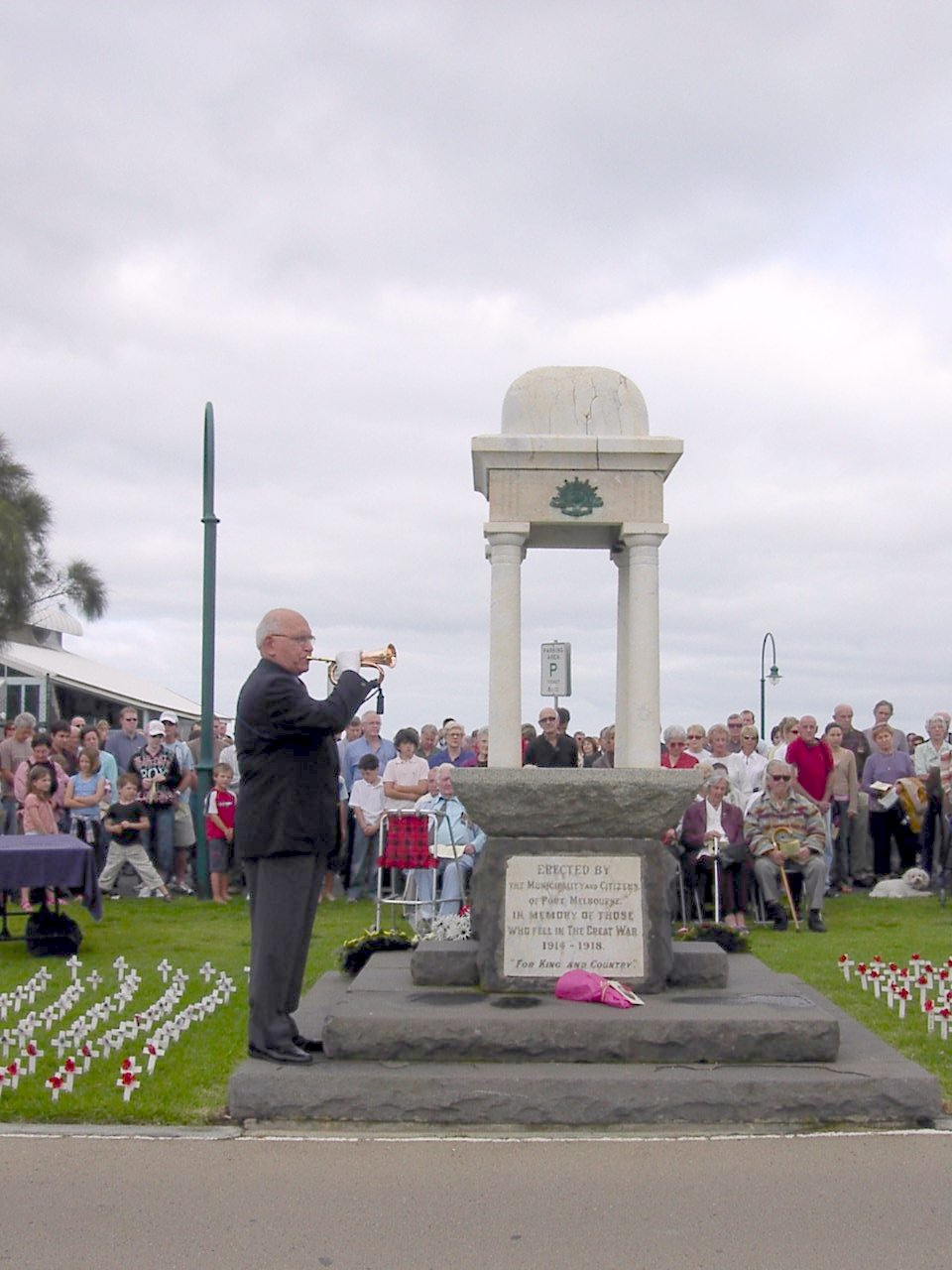
جان هوارد نخست‌وزیر سابق استرالیا از حزب لیبرال، در مراسم روز آنزاک

- حزب لیبرال استرالیا (ایدئولوژی: محافظه کاری)
- حزب کارگر استرالیا (ایدئولوژی: جنبش کارگری)
- حزب سبز (ایدئولوژی: محیط‌زیست‌گرا)
- حزب ناسیونال استرالیا

از سال ۱۹۹۶ تا نوامبر ۲۰۰۷ حزب لیبرال قدرت را در این کشور در دست داشت و جان هوارد به مدت یازده سال نخست‌وزیر این کشور بود. در انتخابات فدرال که در نوامبر سال ۲۰۰۷ برگزار شد حزب کارگر توانست رقیب خود حزب لیبرال را شکست دهد و به این ترتیب کوین راد رئیس این حزب به عنوان نخست‌وزیر تازه استرالیا مسئول تشکیل کابینه دولت شد.
در ماه ژوئن سال ۲۰۱۰ پس از کناره‌گیری کوین راد از مقام نخست‌وزیری، جولیا گیلارد که رهبری حزب کارگر را بر عهده دارد توانست به عنوان نخستین نخست‌وزیر زن استرالیا زمام امور را به دست بگیرد
در فوریه سال ۲۰۱۳ پس از انتقاداتی که از رهبری حزب کارگر جولیا گیلارد شد و همچنین با درخواست ۳۰ درصد از اعضای حزب، ایشان با انتخابات درون حزبی برای رهبری حزب موافقت کردند که منجر به پیروزی کوین راد شد. در تاریخ ۷ سپتامبر ۲۰۱۳ و در انتخابات فدرال، جناح ائتلافی استرالیا پیروز شد و در نتیجه رهبر این حزب، تونی ابوت، به عنوان نخست‌وزیر آینده استرالیا انتخاب شد. وی بیست و هشتمین نخست‌وزیر استرالیا، محسوب می‌شود. پیروزی تونی ابوت به شش سال حاکمیت حزب چپ‌گرای کار بر استرالیا پایان داد. در حال حاضرآنتونی آلبانیزی نخست‌وزیر استرالیا است.

## دفاع
در استرالیا اجباری برای خدمت وظیفه عمومی وجود نداشته و افراد برای عضویت و خدمت در ارتش، مانند دیگر شغل‌ها حقوق دریافت می‌کنند. در استرالیا وظیفه دفاع از این کشور بر عهده نیروی دفاع استرالیا است.

## فرهنگ و هنر

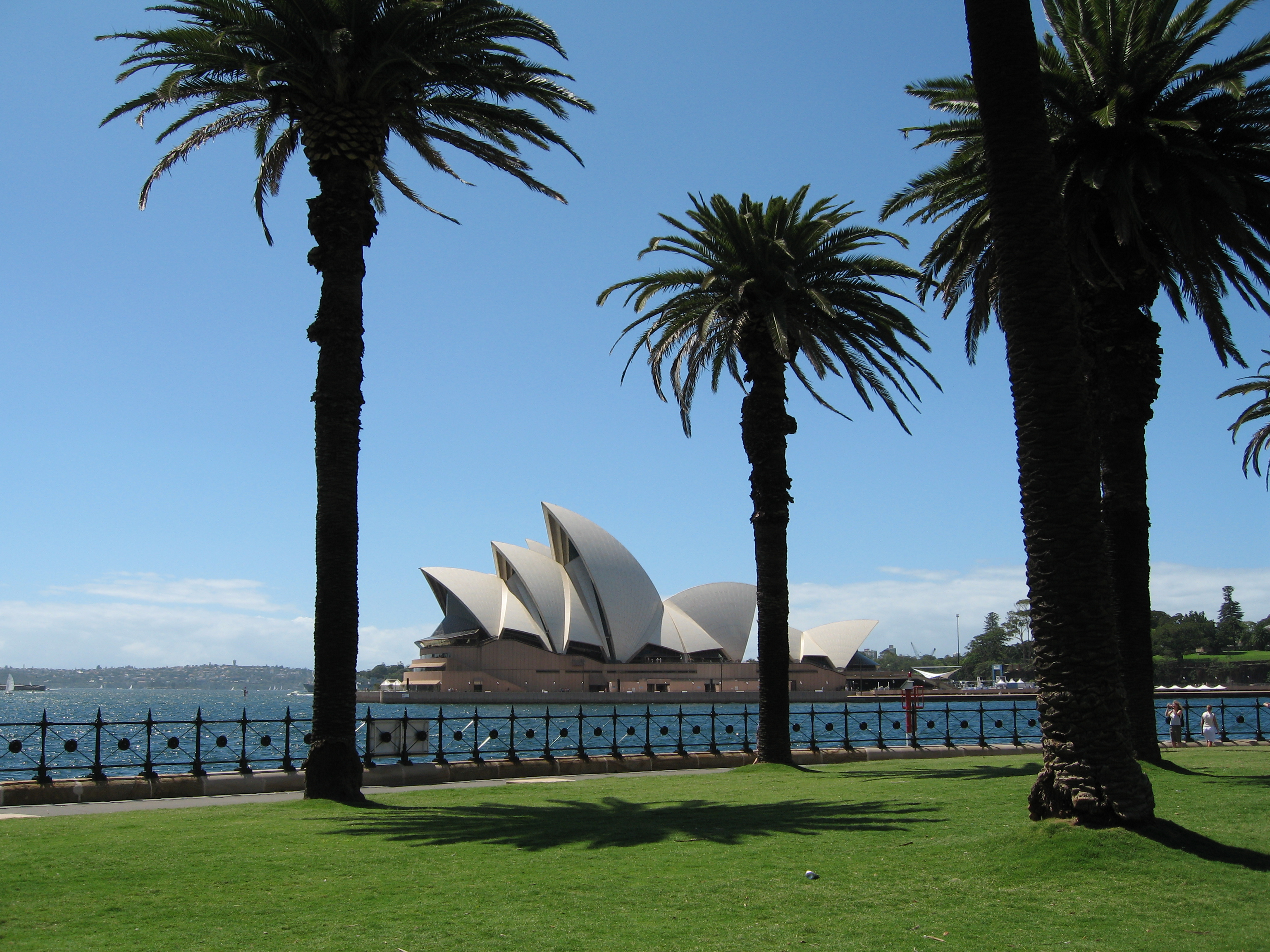
نمایی از تالار اپرای سیدنی

با اسکان اروپاییان در استرالیا در سده ۱۸ میلادی، شیوه زندگی اروپایی به فرهنگ غالب استرالیا تبدیل شد. افزایش جذابیت فرهنگ استرالیا توسط کمک‌های مالی دولت بود که این کمک برای هنر، تغذیه و بهبود وسایل رفاهی بود. شهرهای کوچک و بزرگی ساخته شد که پر از ساختمان‌های هنری، گالری و تئاتر بود. در اواخر سده ۱۹
«ملبورن حیرت‌آور» (marvelous melbourne) پرجمعیت‌ترین شهر استرالیا و از ثروتمندترین شهرهای جهان و پس از لندن بزرگ‌ترین شهر در سراسر امپراتوری بریتانیا و دارای گالری‌ها، تئاترها و موزه بود. بهترین معماران، تالار اپرای سیدنی را ساختند. اپرا، رقص باله، ارکستر سمفونی‌ها، بازیگران، نمایش نامه نویسان، شرکت‌های هنری و غیره توسط مجلس استرالیا حمایت می‌شدند. دولت‌های فدرال بر روی کمپانی‌های رادیویی استرالیایی مستقل از شبکه رادیویی و تلویزیونی سراسری سرمایه‌گذاری کردند. استرالیا همچنین دارای شرکت‌های رسانه‌ای، روزنامه و مجلات زیادی است که به فرهنگ منطقه‌ای کمک بسزایی می‌کنند. امروزه شهر ملبورن به عنوان پایتخت فرهنگی کشور شهرت دارد.

### تلویزیون و سینما
استرالیا دارای پنج شبکه تلویزیونی هر یک با چند کانال در سطح ملّی است که برنامه‌های آنها در نواحی مختلف ممکن است متفاوت باشد. همچنین شبکه‌های تلویزیونی پولی زیادی در این کشور قابل دریافت است. به دلیل بزرگی سرزمین استرالیا، تعداد ایستگاه‌های رادیویی این کشور بسیار زیاد است و بیشتر شهر‌های کوچک نیز یک یا چند رادیوی محلی دارند. سینمای استرالیا بیشتر بازتاب زندگی استرالیایی‌ها به ویژه در نقاط غیرشهری است. سینما از تفریحات مورد علاقه استرالیائی هاست و سالن‌های سینمای این کشور از رونق و کثرت زیادی برخوردارند. صنعت فیلمسازی استرالیا با «داستان دار و دسته کلی» که اولین فیلم بلند ساخته شده در جهان است در سال ۱۹۰۶ در ملبورن آغاز گشت. این کشور هنرمندانی چون نیکول کیدمن، کیت بلانشت، مارگو رابی، نائومی واتس، هیت لجر، هیو جکمن، ارول فلین، جودیت اندرسون، جفری راش و تونی کُلِت و هوگو ویوینگ و اریک بانا به سینمای جهانی عرضه کرده است. شکوفایی مجدد صنعت فیلم‌سازی در استرالیا به موج نوی دهه ۱۹۷۰ بازمی‌گردد با فیلم‌هایی مانند «پیک نیک در هنگینگ راک» (۱۹۷۵) به کارگردانی پیتر ویر. برخی از معروفترین فیلم‌های استرالیا در عرصه جهانی پیانو، کروکودیل دندی، پریسلا ملکه بیابان، گالیپولی، مدمکس، شاین و بابی پسر بد و ده کانو هستند.

### موسیقی، رقص و نمایش

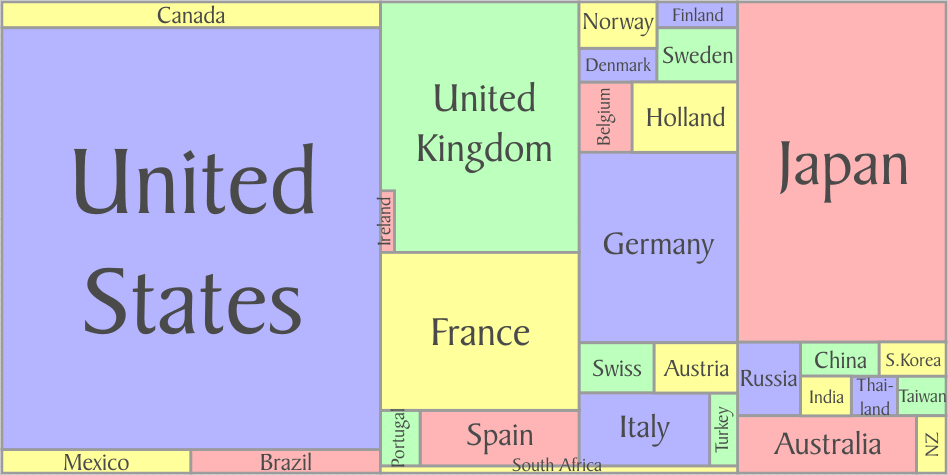
رتبه دهم استرالیا در میزان سهیم بودن کشورها در صنعت موسیقی

تاریخ موسیقی اروپایی در استرالیا به دوران ساکن شدن بریتانیایی‌ها در این قاره برمی‌گردد که با خود آواهای دسته جمعی را نیز آوردند. امروزه هر شهر بزرگ، دارای سالن ارکستر و اپرا به همراه شرکت رادیویی استرالیا است. ستارگان بزرگ و رهبران ارکستر از بسیاری از کشورها مرتباً به استرالیا سفر کرده و گرد هم می‌آیند. استرالیا از طریق صدای رسا و بی‌همتای «نلی ملبا» و «جان ساترلند» برای موسیقی جهان اقدام به جمع‌آوری کمک‌های مالی می‌کند. استرالیا در زمینه موسیقی مردمی (پاپ)، راک و متال نیز هنرمندان مشهوری دارد. گروه متال ای‌سی/دی‌سی (AC/DC) و خواننده پاپ مشهور کایلی مینوگ این از دسته هستند. کایلی مینوگ که اکنون ساکن بریتانیا است در سال ۲۰۰۷ «نشان امپراتوری بریتانیا» (OBE) را به خاطر خدمات ارزنده اش به هنر موسیقی از الیزابت دوم دریافت کرد. او همچنین در یکی از قسمت‌های سریال تلویزیونی محبوب «دکتر هو» (Doctor Who) نقش آفرید که در شب کریسمس سال ۲۰۰۷ از شبکه تلویزیونی بی‌بی‌سی پخش شد.

### گل و رنگ ملی

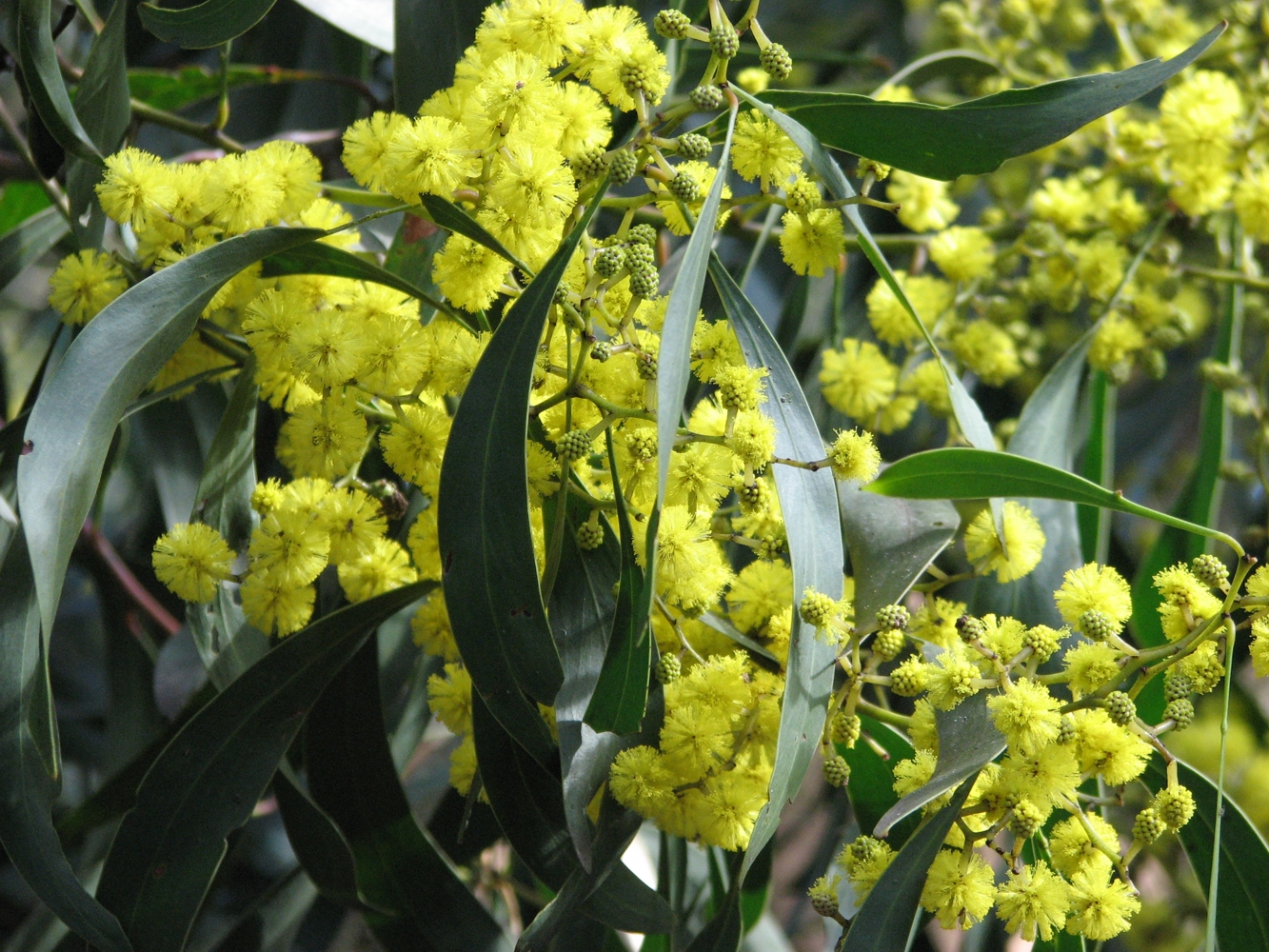
آکاسیای طلایی گل ملی استرالیا

آکاسیای طلایی گل ملی استرالیا است. این گل، بیشتر روی درخت‌های کوچک در جنوب خاوری استرالیا می‌روید. گلبرگ‌های این گل، طلایی و برگ‌های آن سبز هستند. به خاطر رنگ‌های این گل، پوشاک ورزشی تیم‌های ملی استرالیا طلایی و سبز هستند. این گل، پس زمینه نشان ملی استرالیا است. هر یک از ایالت‌ها و قلمروهای استرالیا گل نمادین ویژه خود را دارند.

### ورزش
ورزش در استرالیا به صورت جدی و گسترده پیگیری می‌شود و به جزئی از سبک زندگی و فرهنگ مردمان آن درآمده است. استرالیا از مدال آورترین کشورها در بازی‌های المپیک است. شهر ملبورن به عنوان پایتخت ورزشی استرالیا، همه ساله میزبان بسیاری از رخدادهای مهم ورزشی جهان مانند مسابقات ماشین رانی جایزه بزرگ استرالیا، جام اسب سواری معروف ملبورن کاپ و نیز تنیس آزاد استرالیا است. المپیک تابستانی ۱۹۶۵ و بازی‌های همسود ۲۰۰۶ در ملبورن برگزار شد همچنین المپیک تابستانی ۲۰۰۰ در سیدنی برگزار شد. ورزش‌های گروهی پرطرفدار در استرالیا عبارت‌اند از: راگبی ۱۵ نفره، راگبی ۱۳ نفره، فوتبال استرالیایی (نوعی از ورزش راگبی که به فوتی هم معروف است)، کریکت و بسکتبال. علاوه بر این تیم ملی هاکی روی چمن و تیم ملی واترپولو و والیبال ساحلی بانوان این کشور هم در جمع بهترین تیم‌های جهان قرار دارند. استرالیایی‌ها در برخی ورزش‌های انفرادی هم مانند گلف، شنا و دیگر ورزش‌های آبی، تنیس و اسکواش هم در ردیف کشورهای درجه اول جهان قرار می‌گیرند. در سال‌های اخیر کوشش زیادی برای گسترش ورزش فوتبال در این کشور به عمل آمده است  از دهه ۱۹۹۰ تعداد زیادی از فوتبالیست‌های شاخص استرالیایی در لیگ برتر انگلستان بازی می‌کنند. از جمله این بازیکنان می‌توان به هری کیول، مارک بوسنیچ و مارک ویدوکا اشاره کرد.

استرالیا میزبان دو المپیک ۱۹۵۶ ملبورن و المپیک ۲۰۰۰ سیدنی بوده است و یکی از شش کشوری‌ست که بیش از یک بار میزبان المپیک تابستانی بوده‌اند. این کشور در تمام ادوار المپیک حاضر و بیش از همه در شنا و دو و میدانی موفق بوده، ضمن اینکه در پاروزنی، دوچرخه‌سواری و سوارکاری نیز موفقیت‌هایی داشته است. داون فریزر، مورای روز، یان تورپ، گرانت هکت و سوزی اونیل در شنا و مارجوری جکسون، بتی کاتبرت، هرب الیوت و ران کلارک در دو و میدانی از موفق‌ترین ورزش‌کاران استرالیایی در المپیک بوده‌اند. باشکوه‌ترین موفقیت این کشور در المپیک سیدنی به دست آمد که آن‌ها به ۵۸ مدال (شامل ۱۶ طلا) در بیست رشته دست یافت. در المپیک آتن نیز با ۱۷ مدال طلا رده چهارم جدول مدال‌ها را به خود اختصاص دادند. بازی‌های کشورهای همسود هم تاکنون ۴ بار در استرالیا برگزار شده؛ ۱۹۳۸ در سیدنی، ۱۹۶۲ پرث، ۱۹۸۲ بریزبن و ۲۰۰۶ ملبورن. استرالیا با ۱۰ قهرمانی در ۱۸ دوره این مسابقات در جدول مدال‌ها بهترین نتیجه را به دست آورده است. رقابت‌های بین‌المللی تنیس آزاد استرالیا نیز که هرساله در ملبورن برگزار می‌شود، یکی از ۴ گرنداسلم ورزش تنیس است. کاپ اسب سواری ملبورن نیز به عنوان یکی از پر طرفدارترین بازیها در استرالیا شناخته می‌شود.

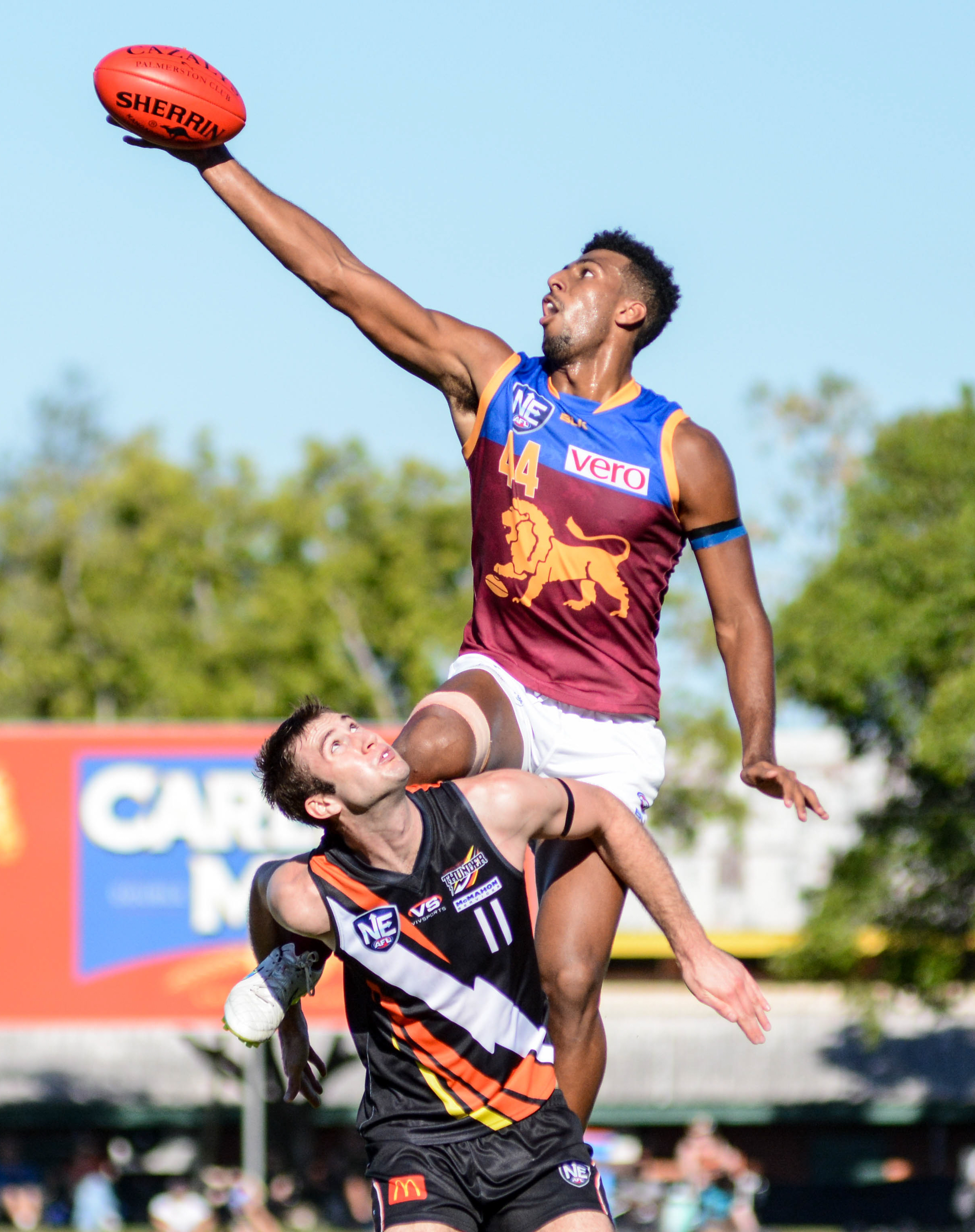
فوتبال استرالیایی
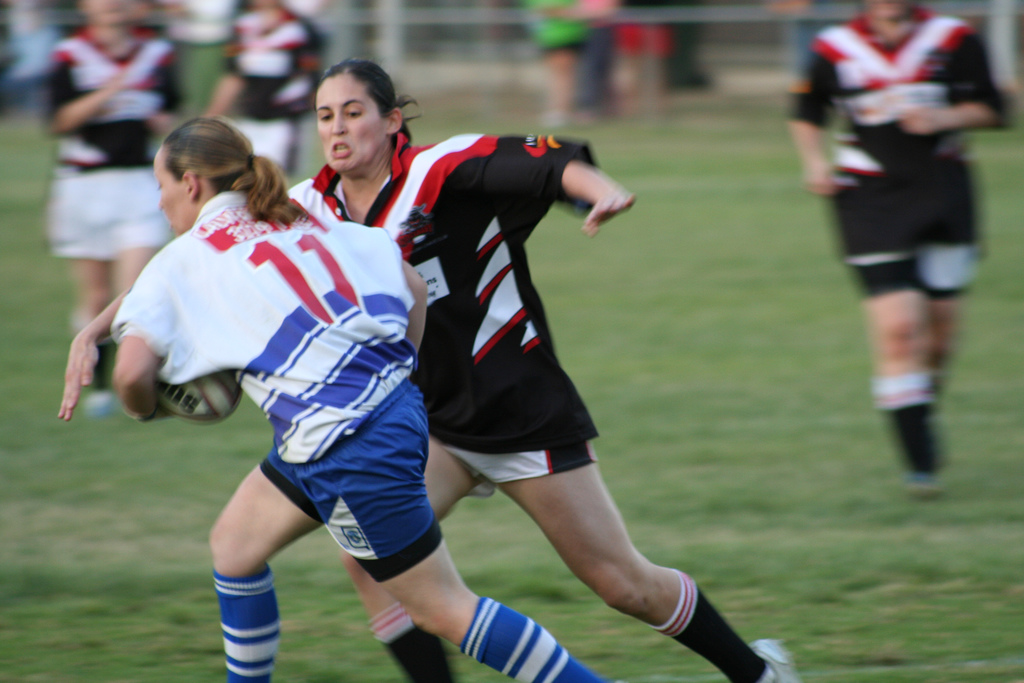
راگبی ۱۳ نفره
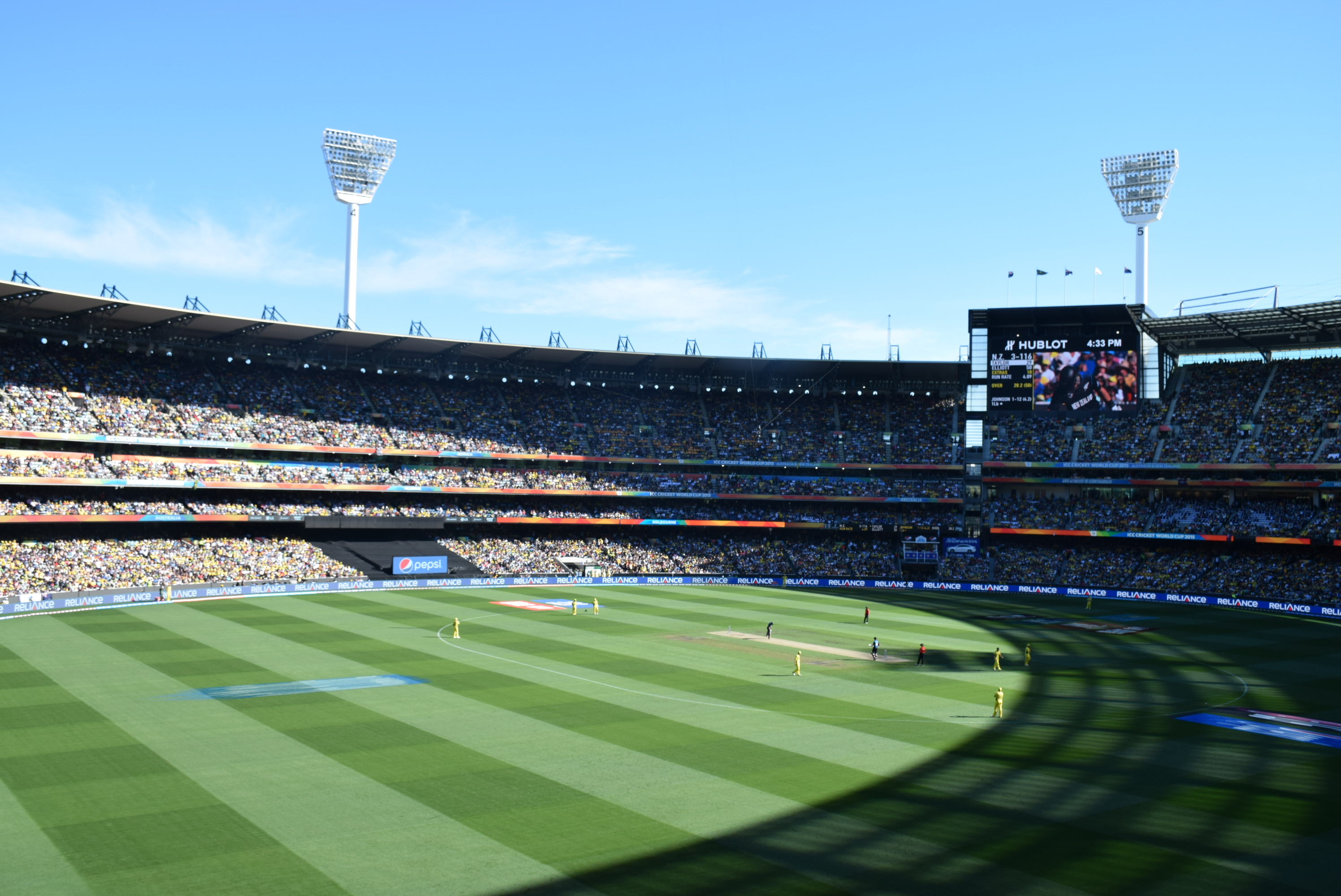
جام جهانی کریکت
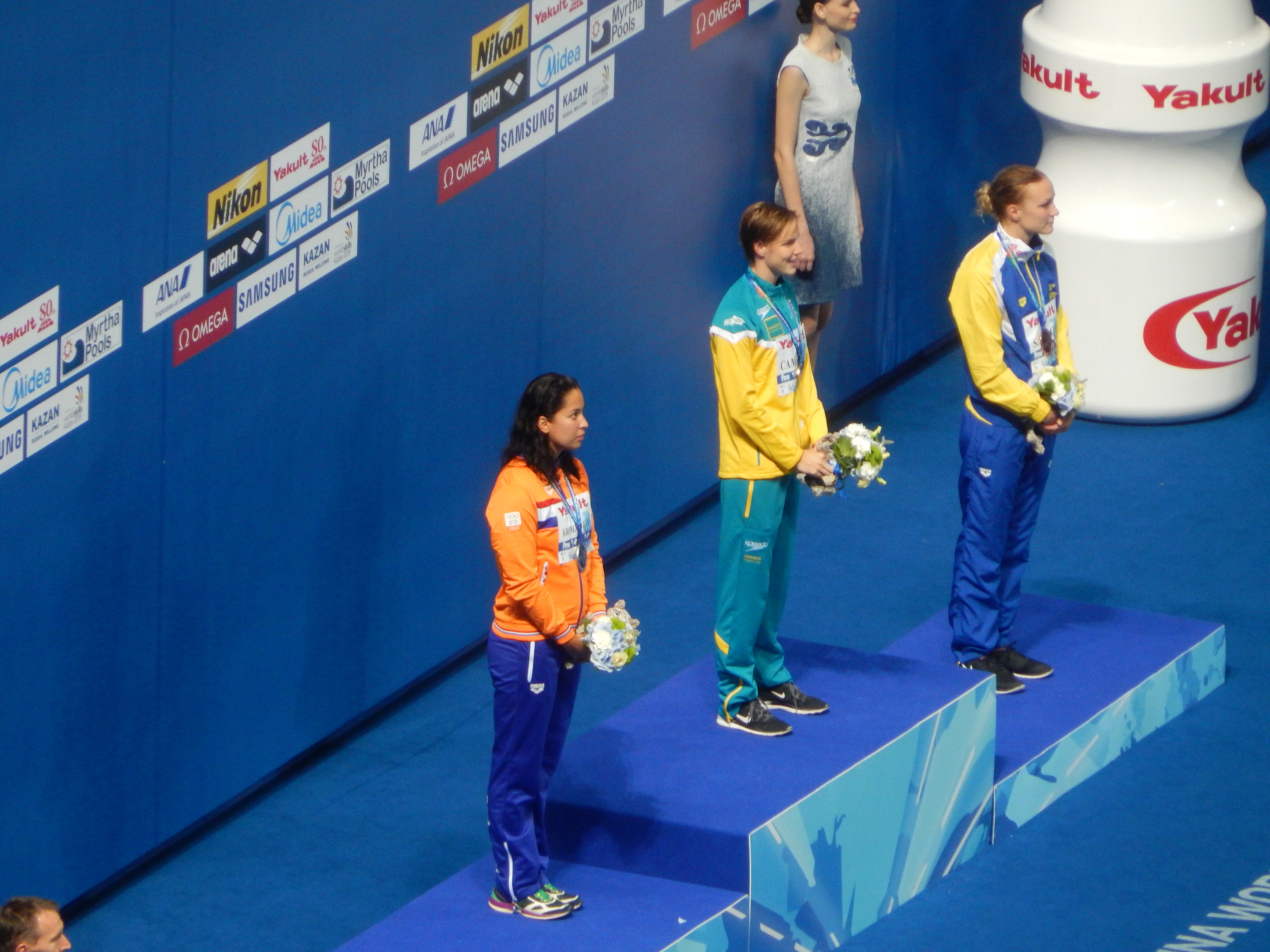
شناگران استرالیا در مسابقات جهانی ورزش‌های آبی ۲۰۱۵.
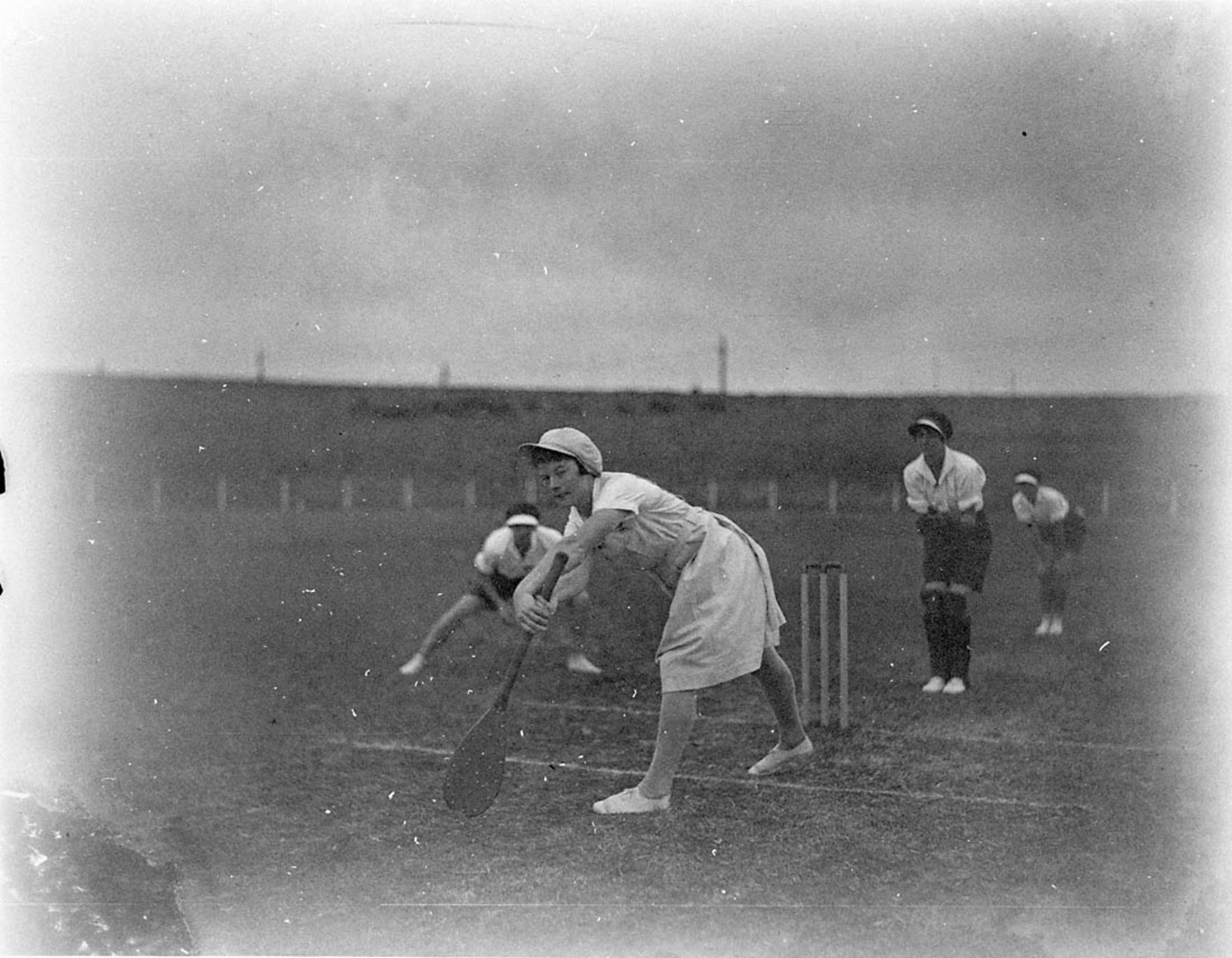
ویگورو

## محیط زیست

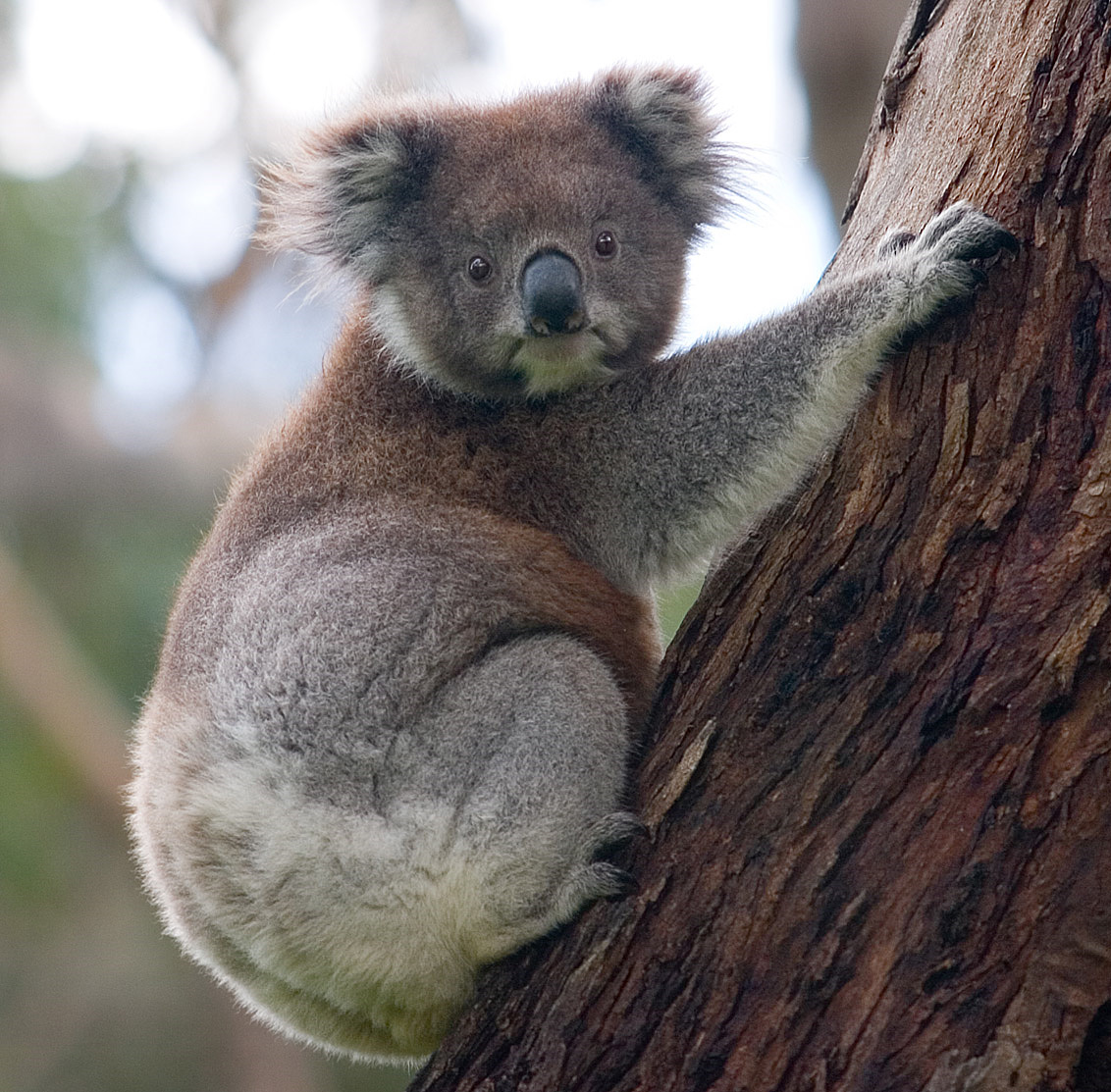
یک کوآلا و درخت اکالیپتوس بخشی از نماد محیط زیست استرالیا

استرالیا بخشی از بهترین محیط از نظر پوشش گیاهی است. حیواناتی ویژه‌ای همچون کوالا، کانگورو، سگ‌های دینگو را دارد.
استرالیا پایتخت سرطان پوست در جهان است و سالانه بیش از ۱۱ هزار نفر در این کشور مبتلا به ملانوما تشخیص داده می‌شوند. تخمین زده می‌شود که بیش از ۴۰۰ هزار نفر در این کشور تحت درمان دیگر گونه‌های سرطان پوست قرار دارند.

## رتبه‌های جهانی
| A.T. Kearney / مجله فارین پلیسی                               | شاخص جهانی‌سازی [وب‌گاه]                                                                |                             |     |     |         |                                                                             |
| A.T. Kearney / مجله فارین پلیسی                               | شاخص جهانی‌سازی [وب‌گاه]                                                                | 2007                        | 13  | 72  | [ ۵۵ ]  |                                                                             |
| A.T. Kearney / مجله فارین پلیسی                               | شاخص جهانی‌سازی [وب‌گاه]                                                                | 2006                        | 8   | 62  | [ ۵۶ ]  |                                                                             |
| A.T. Kearney / مجله فارین پلیسی                               | شاخص جهانی‌سازی [وب‌گاه]                                                                | 2005                        | 13  | 62  | [ ۵۷ ]  |                                                                             |
| سیا واقعیت کتاب جهان                                          | سن متوسط [وب‌گاه]                                                                      |                             |     |     |         |                                                                             |
| سیا واقعیت کتاب جهان                                          | سن متوسط [وب‌گاه]                                                                      | ۲۰۰۸ (میلادی)               | 6*  | 221 | [ ۵۸ ]  | - رتبه در میان اعضای سازمان ملل                                             |
| The Legatum Institute                                         | شاخص موفقیت [وب‌گاه]                                                                   |                             |     |     |         |                                                                             |
| The Legatum Institute                                         | شاخص موفقیت [وب‌گاه]                                                                   | ۲۰۰۸ (میلادی)               | 1   | 104 | [ ۵۹ ]  |                                                                             |
| The Legatum Institute                                         | شاخص موفقیت [وب‌گاه]                                                                   | 2007                        | 11  | 50  | [ ۶۰ ]  |                                                                             |
| EIU                                                           | شاخص کیفیت زندگی [وب‌گاه]                                                              |                             |     |     |         |                                                                             |
| EIU                                                           | شاخص کیفیت زندگی [وب‌گاه]                                                              | 2005                        | 6   | 111 | [ ۶۱ ]  |                                                                             |
| دانشگاه ییل / دانشگاه کلمبیا                                  | Environmental Performance Index [website]                                             |                             |     |     |         |                                                                             |
| دانشگاه ییل / دانشگاه کلمبیا                                  | Environmental Performance Index [website]                                             | ۲۰۰۸ (میلادی)               | 46  | 149 | [ ۶۲ ]  |                                                                             |
| دانشگاه ییل / دانشگاه کلمبیا                                  | Environmental Performance Index [website]                                             | 2006                        | 20  | 133 | [ ۶۳ ]  |                                                                             |
| دانشگاه ییل / دانشگاه کلمبیا                                  | Environmental Performance Index [website]                                             | 2005                        | 13  | 146 | [ ۶۴ ]  |                                                                             |
| بنیاد هریتج / وال استریت ژورنال                               | شاخص آزادی اقتصادی [وب‌گاه]                                                            |                             |     |     |         |                                                                             |
| بنیاد هریتج / وال استریت ژورنال                               | شاخص آزادی اقتصادی [وب‌گاه]                                                            | ۲۰۰۸ (میلادی)               | 4   | 162 | [ ۶۵ ]  |                                                                             |
| بنیاد هریتج / وال استریت ژورنال                               | شاخص آزادی اقتصادی [وب‌گاه]                                                            | 2007                        | 3   | 157 | [ ۶۶ ]  |                                                                             |
| بنیاد هریتج / وال استریت ژورنال                               | شاخص آزادی اقتصادی [وب‌گاه]                                                            | 2006                        | 9   | 161 | [ ۶۷ ]  | tied with نیوزیلند and the ایالات متحده آمریکا                              |
| بانک جهانی                                                    | شاخص آزادی تجارت [وب‌گاه]                                                              |                             |     |     |         |                                                                             |
| بانک جهانی                                                    | شاخص آزادی تجارت [وب‌گاه]                                                              | ۲۰۰۹ (میلادی)               | 9   | 181 | [ ۶۸ ]  |                                                                             |
| بانک جهانی                                                    | شاخص آزادی تجارت [وب‌گاه]                                                              | ۲۰۰۸ (میلادی)               | 9   | 178 | [ ۶۹ ]  |                                                                             |
| IMD International                                             | World Competitiveness Yearbook [وب‌گاه]                                                |                             |     |     |         |                                                                             |
| IMD International                                             | World Competitiveness Yearbook [وب‌گاه]                                                | ۲۰۰۸ (میلادی)               | 7   | 55  | [ ۷۰ ]  |                                                                             |
| IMD International                                             | World Competitiveness Yearbook [وب‌گاه]                                                | 2007                        | 6   | 55  | [ ۷۱ ]  |                                                                             |
| IMD International                                             | World Competitiveness Yearbook [وب‌گاه]                                                | 2006                        | 6   | 61  | [ ۷۲ ]  |                                                                             |
| Weber Shandwick / FutureBrand                                 | Country Brand Index                                                                   |                             |     |     |         |                                                                             |
| Weber Shandwick / FutureBrand                                 | Country Brand Index                                                                   | ۲۰۰۸ (میلادی)               | 1   | 100 | [ ۷۳ ]  |                                                                             |
| Weber Shandwick / FutureBrand                                 | Country Brand Index                                                                   | 2007                        | 1   | 100 | [ ۷۴ ]  |                                                                             |
| Weber Shandwick / FutureBrand                                 | Country Brand Index                                                                   | 2006                        | 1   | 60  | [ ۷۵ ]  |                                                                             |
| Simon Anholt / GfK Roper                                      | شاخص برندهای ملی [وب‌گاه]                                                              |                             |     |     |         |                                                                             |
| Simon Anholt / GfK Roper                                      | شاخص برندهای ملی [وب‌گاه]                                                              | ۲۰۰۸ (میلادی)               | 9   | 50  | [ ۷۶ ]  |                                                                             |
| Simon Anholt / GfK Roper                                      | شاخص برندهای ملی [وب‌گاه]                                                              | 2007                        | 8   | 35  | [ ۷۷ ]  |                                                                             |
| Organisation for Economic Co-operation and Development (OECD) | PISA [وب‌گاه]                                                                          |                             |     |     |         |                                                                             |
| Organisation for Economic Co-operation and Development (OECD) | PISA [وب‌گاه]                                                                          | 2006                        | →   | 57  | [ ۷۸ ]  | رتبه ۷ در زمینه علوم; ۴ در سواد; ۱۳ در ریاضیات                              |
| Organisation for Economic Co-operation and Development (OECD) | PISA [وب‌گاه]                                                                          | 2003                        | →   | 41  | [ ۷۹ ]  | رتبه ۵ در علم (هم رتبه با ماکائو و لیختن‌اشتاین); رتبه۴ در سواد،۷ در ریاضیات |
| Organisation for Economic Co-operation and Development (OECD) | PISA [وب‌گاه]                                                                          | ۲۰۰۰ (میلادی)               | →   | 43  | [ ۸۰ ]  | ۵ در سواد،۵ در ریاضیات                                                      |
| EIU / IBM Institute for Business Value                        | آمادگی الکترونیکی [وب‌گاه]                                                             |                             |     |     |         |                                                                             |
| EIU / IBM Institute for Business Value                        | آمادگی الکترونیکی [وب‌گاه]                                                             | ۲۰۰۸ (میلادی)               | 4   | 70  | [ ۸۱ ]  | هم رتبه با دانمارک                                                          |
| EIU / IBM Institute for Business Value                        | آمادگی الکترونیکی [وب‌گاه]                                                             | 2007                        | 9   | 68  | [ ۸۲ ]  |                                                                             |
| EIU / IBM Institute for Business Value                        | آمادگی الکترونیکی [وب‌گاه]                                                             | 2006                        | 8   | 68  | [ ۸۳ ]  |                                                                             |
| گزارش‌گران بدون مرز                                            | شاخص آزادی خبرنگاران [وب‌گاه]                                                          |                             |     |     |         |                                                                             |
| گزارش‌گران بدون مرز                                            | شاخص آزادی خبرنگاران [وب‌گاه]                                                          | ۲۰۰۸ (میلادی)               | 25  | 169 | [ ۸۴ ]  |                                                                             |
| گزارش‌گران بدون مرز                                            | شاخص آزادی خبرنگاران [وب‌گاه]                                                          | 2007                        | 28  | 168 | [ ۸۵ ]  |                                                                             |
| گزارش‌گران بدون مرز                                            | شاخص آزادی خبرنگاران [وب‌گاه]                                                          | 2006                        | 35  | 167 | [ ۸۶ ]  | هم‌رتبه با بلغارستان،فرانسه و مالی                                           |
| نگاه‌داری کودکان                                               | State of the World’s Mothers                                                          |                             |     |     |         |                                                                             |
| نگاه‌داری کودکان                                               | State of the World’s Mothers                                                          | ۲۰۰۸ (میلادی)               | 6   | 146 | [ ۸۷ ]  |                                                                             |
| نگاه‌داری کودکان                                               | State of the World’s Mothers                                                          | 2007                        | 5   | 140 | [ ۸۸ ]  |                                                                             |
| نگاه‌داری کودکان                                               | State of the World’s Mothers                                                          | 2006                        | 7   | 125 | [ ۸۹ ]  | هم‌رتبه با هلند                                                              |
| EIU                                                           | شاخص صلح جهانی [وب‌گاه]                                                                |                             |     |     |         |                                                                             |
| EIU                                                           | شاخص صلح جهانی [وب‌گاه]                                                                | ۲۰۰۸ (میلادی)               | 27  | 140 | [ ۹۰ ]  |                                                                             |
| EIU                                                           | شاخص صلح جهانی [وب‌گاه]                                                                | 2007                        | 25  | 121 | [ ۹۱ ]  |                                                                             |
| شفافیت بین‌الملل                                               | شاخص ادراک فساد [وب‌گاه]                                                               |                             |     |     |         |                                                                             |
| شفافیت بین‌الملل                                               | شاخص ادراک فساد [وب‌گاه]                                                               | ۲۰۰۸ (میلادی)               | 9   | 180 | [ ۹۲ ]  | هم‌رتبه با کانادا                                                            |
| شفافیت بین‌الملل                                               | شاخص ادراک فساد [وب‌گاه]                                                               | 2007                        | 11  | 179 | [ ۹۳ ]  |                                                                             |
| شفافیت بین‌الملل                                               | شاخص ادراک فساد [وب‌گاه]                                                               | 2006                        | 9   | 163 | [ ۹۴ ]  | هم‌رتبه با هلند                                                              |
| Center for Global Development                                 | Commitment to Development Index [وب‌گاه]                                               |                             |     |     |         |                                                                             |
| Center for Global Development                                 | Commitment to Development Index [وب‌گاه]                                               | ۲۰۰۸ (میلادی)               | 7   | 22  | [ ۹۵ ]  |                                                                             |
| Center for Global Development                                 | Commitment to Development Index [وب‌گاه]                                               | 2007                        | 9   | 22  | [ ۹۶ ]  |                                                                             |
| Center for Global Development                                 | Commitment to Development Index [وب‌گاه]                                               | 2006                        | 10  | 22  | [ ۹۷ ]  |                                                                             |
| United Nations Development Programme (UNDP)                   | شاخص توسعه انسانی [وب‌گاه]                                                             |                             |     |     |         |                                                                             |
| United Nations Development Programme (UNDP)                   | شاخص توسعه انسانی [وب‌گاه]                                                             | 2007–۲۰۰۸ (میلادی)          | 3   | 177 | [ ۹۸ ]  |                                                                             |
| United Nations Development Programme (UNDP)                   | شاخص توسعه انسانی [وب‌گاه]                                                             | 2006                        | 3   | 177 | [ ۹۹ ]  |                                                                             |
| United Nations Development Programme (UNDP)                   | شاخص توسعه انسانی [وب‌گاه]                                                             | 2005                        | 3   | 177 | [ ۱۰۰ ] |                                                                             |
| انیستیتو میلکن                                                | شاخص شفافیت                                                                           |                             |     |     |         |                                                                             |
| انیستیتو میلکن                                                | شاخص شفافیت                                                                           | ۲۰۰۸ (میلادی)               | 4   | 48  | [ ۱۰۱ ] | هم‌رتبه با سوئد                                                              |
| انیستیتو میلکن                                                | شاخص شفافیت                                                                           | 2006                        | 7   | 46  | [ ۱۰۲ ] |                                                                             |
| مجمع جهانی اقتصاد                                             | Global Competitiveness Index (Global Competitiveness Report) Report/index.htm [وب‌گاه] |                             |     |     |         |                                                                             |
| مجمع جهانی اقتصاد                                             | Global Competitiveness Index (Global Competitiveness Report) Report/index.htm [وب‌گاه] | ۲۰۰۸ (میلادی)–۲۰۰۹ (میلادی) | 18  | 134 | [ ۱۰۳ ] |                                                                             |
| مجمع جهانی اقتصاد                                             | Global Competitiveness Index (Global Competitiveness Report) Report/index.htm [وب‌گاه] | 2007–۲۰۰۸ (میلادی)          | 14  | 131 | [ ۱۰۴ ] |                                                                             |
| مجمع جهانی اقتصاد                                             | Global Competitiveness Index (Global Competitiveness Report) Report/index.htm [وب‌گاه] | 2006–2007                   | 19  | 125 | [ ۱۰۵ ] |                                                                             |
| اکونومیست                                                     | شاخص دموکراسی [وب‌گاه]                                                                 |                             |     |     |         |                                                                             |
| اکونومیست                                                     | شاخص دموکراسی [وب‌گاه]                                                                 | ۲۰۰۸ (میلادی)               | 10  | 167 | [ ۱۰۶ ] |                                                                             |
| اکونومیست                                                     | شاخص دموکراسی [وب‌گاه]                                                                 | 2006                        | 8   | 150 | [ ۱۰۷ ] |                                                                             |
| صندوق صلح                                                     | دولت ناکام [وب‌گاه]                                                                    |                             |     |     |         |                                                                             |
| صندوق صلح                                                     | دولت ناکام [وب‌گاه]                                                                    | ۲۰۰۸ (میلادی)               | 169 | 177 | [ ۱۰۸ ] | قابل تحمل                                                                   |
| صندوق صلح                                                     | دولت ناکام [وب‌گاه]                                                                    | 2007                        | 169 | 177 | [ ۱۰۹ ] | قابل تحمل                                                                   |
| صندوق صلح                                                     | دولت ناکام [وب‌گاه]                                                                    | 2006                        | 140 | 146 | [ ۱۱۰ ] | قابل تحمل                                                                   |